# Kei Nishikori
Este es un nombre japonés; el apellido es Nishikori.
Kei Nishikori (Matsue, Shimane; 29 de diciembre de 1989) es un tenista japonés. Es considerado como el mejor tenista asiático de la historia.
En 2006 ganó su primer título profesional (Future) México F18 en la ciudad de Mazatlán, con solo 16 años. En 2007 se clasificó para su primer evento de ATP en el Torneo de Los Ángeles.
En el Torneo de Delray Beach de 2008 dio la gran sorpresa al entrar al torneo desde la clasificación previa (ocupando el puesto n.º 244 del escalafón mundial) y ganar el título, convirtiéndose en el primer japonés en alcanzar una final de torneo ATP desde que lo hiciera Shuzo Matsuoka en 1992.
El 30 de agosto de 2008, se convirtió en el primer tenista japonés de la Era Abierta en alcanzar los octavos de final del Abierto de los Estados Unidos, tras derrotar en cinco sets (6-4, 6-4, 3-6, 2-6, 7-5) al español David Ferrer, cuarto en el ranking de la ATP y cuarto cabeza de serie del Grand Slam. Además en 2011 se convirtió en el primer asiático en vencer a un número 1 del mundo, en este caso ganando en semifinales de Basilea a Novak Djokovic por 2-6, 7-6(4), 6-0, para después perder en la final con el cinco veces campeón Roger Federer por 1-6, 3-6.
En el Abierto de Australia 2012 llegó a los cuartos de final, convirtiéndose en el primer japonés en la Era Abierta en llegar a cuartos de final del Abierto de Australia.
En el Torneo de Tokio 2012, Nishikori fue el octavo favorito al título. Llegó a la final, con una importante victoria en cuartos de final sobre el n.º 6 del mundo, Tomáš Berdych, por 7-5, 6-4. En la final, derrotó a Milos Raonic por 7-6(5), 3-6, 6-0, en dos horas y nueve minutos para levantar su segunda corona ATP World Tour. Dicho partido, fue la final con jugadores más jóvenes este año en 58 torneos del ATP World Tour. Así, Nishikori se convirtió en el primer jugador japonés en ganar el título del Rakuten Japan Open Tennis Championships.
En el Torneo de Roland Garros 2013, consiguió llegar hasta la cuarta ronda, siendo su mejor resultado en el Grand Slam parisino, y donde en dicha ronda fue eliminado por el catorce veces ganador de este torneo Rafael Nadal.
El 6 de septiembre de 2014 se convirtió en el primer jugador asiático en acceder a una final de Gran Slam en el Abierto de los Estados Unidos al derrotar al serbio Novak Djokovic. En la final, caería ante la otra sorpresa del torneo, el croata Marin Čilić.
El 14 de agosto de 2016 consiguió la medalla de bronce en los Juegos Olímpicos de Río 2016, tras vencer a Rafael Nadal por 6-2, 6-7 y 6-3.

## Biografía
Nishikori comenzó a jugar a los cinco años. Su madre, Eri, es maestra de piano; su padre, Kiyoshi, es ingeniero. Tiene una hermana mayor, llamada Reina graduada de la universidad y que trabaja en Tokio. Se mudó de Shimane, Japón a Estados Unidos a los 14 años para entrenar en la Academia IMG Bollettieri en Florida y no hablaba una palabra de inglés cuando llegó. Llegó a la academia como miembro del Masaaki Morita Tennis Fund group que consiste en un selecto grupo de jugadores japoneses patrocinados por Mr. Morita y CEO de Sony.
Antiguo compañero de habitación de Zachary Gilbert, hijo del ex Top 10 Brad Gilbert. Obtuvo el título de dobles de Roland Garros junior en 2006 y alcanzó su ranking más alto, N.º 7 en singles ese año. Sus superficies favoritas son las duras y las de polvo de ladrillo y considera que su mejor tiro es su derecha. Fue nombrado Jugador ATP Revelación del Año en 2008. Es auspiciado por Nissin, Sony y Wowow. Entrena en la academia bajo la supervisión de Nick Bollettieri y viaja con los entrenadores Dante Bottini y Brad Gilbert.

## Vida personal
Nishikori se casó con su novia de toda la vida, Mai Yamauchi, en diciembre del 2020. En junio de 2025 se enfrenta a uno de los momentos más difíciles de su carrera fuera de las canchas. Luego de que se difundieran imágenes y reportes que confirmaban una relación extramatrimonial con la modelo Azuki Oguchi, Nishikori emitió una declaración oficial en la que hizo pública su disculpa tanto a  sus seguidores y a su esposa. Sus pasatiempos incluyen fútbol, golf, leer y escuchar música.
En agosto del 2020, sin haber jugado desde el US Open de 2019 debido a una lesión y la pandemia de coronavirus, Nishikori había dado positivo al COVID-19 a inicios del 2021.

## Carrera profesional

### 2006
A los 16 años de edad ganó el título del Future de México y a comienzos de temporada, cuando no tenía ranking, alcanzó las semifinales del Future de México en Cancún. También llegó a semifinales en el U.S. Future en California.
Hizo su debut de Challenger, en el Challenger de Guayaquil, en Ecuador y alcanzó la segunda ronda.

### 2007
Llegó a la final del Future U.S. disputado en Little Rock, Ark (perdiendo contra Donald Young) y en el siguiente torneo, en el Challenger de Carson (California), alcanzó la final (perdiendo contra el ruso Alex Bogomolov Jr.).
En su segundo torneo ATP, en el Torneo de Indianápolis, llegó a cuartos de final con victorias sobre Alejandro Falla y Michael Berrer (perdiendo ante el posterior campeón, Dmitry Tursunov). A la semana siguiente perdió en la segunda ronda del Torneo de Washington (venció a Teimuraz Gabashvili, perdiendo con Julien Benneteau).
Finalizó con un récord de 3-5 en torneos ATP.

### 2008
El juvenil japonés ganó su primer título ATP y escaló 200 posiciones en el ranking para finalizar el año como el jugador más joven en el Top 100. Fue el primer japonés en terminar el año Top 100 desde Shuzo Matsuoka, quien fue n.º 57, en 1995. Comenzó el año con unas semifinales en el Challenger de Miami.
Clasificó a su sexto ATP en el Torneo de Delray Beach y venció a cuatro estadounidenses consecutivamente: Amer Delic, Bobby Reynolds, Sam Querrey y al n.º 12, máximo favorito, James Blake para ser el primer nipón en ganar un ATP desde el propio Matsuoka en el Torneo de Seúl (abril de 1992). Salvó cuatro match points contra Querrey en semifinales. Ascendió desde n.º 244 al n.º 131 del Ranking ATP. A los 18 años, 1 mes, 19 días, se convirtió en el tenista más joven en ganar un título ATP desde Lleyton Hewitt (16 años 10 meses, 18 días) en el Torneo de Adelaida el 11 de enero de 1998.
Debutó en un ATP World Tour Masters Series desde las clasificaciones en el Masters de Indian Wells (perdiendo con Marin Čilić). En abril ganó un Challenger sobre arcilla, el Challenger de Bermuda (derrotando a Viktor Troicki). Irrumpió en el Top 100 en el n.º 99 el 28 de abril.
Retornó a la acción ATP sobre césped en el Torneo de Queens´ Club y llegó a tercera ronda (perdiendo contra Rafael Nadal). Debutó en Grand Slam en el Campeonato de Wimbledon y se retiró en primera ronda en su partido contra Marc Gicquel por dolores estomacales. Cayó en primera ronda de los Juegos Olímpicos de Pekín 2008 (contra Rainer Schuettler).
En el US Open derrotó a Juan Mónaco, Roko Karanušić y al n.º 4 del mundo David Ferrer en cinco sets, su primer triunfo ante un Top 10, antes de perder en cuarta ronda (contra Juan Martín del Potro). Subió 45 posiciones hasta el n.º 81. Llegó a tercera ronda en el Torneo de Tokio (perdiendo contra Richard Gasquet) y semifinales en el Torneo de Estocolmo (perdiendo contra el local Robin Söderling).
En dobles, ganó el título del Challenger de Esmirna (junto con Jesse Levine). Sumó premios en dinero de US$303,269.

### 2009
El joven japonés jugó los tres primeros meses de la temporada antes de sufrir una lesión al codo derecho que lo dejó fuera por el resto del año. Se sometió a una cirugía en agosto y volvió a entrenar en diciembre.
Tuvo un ranking protegido de n.º 106 en 2010. Su mejor resultado ocurrió en la primera semana en el Torneo de Brisbane (derrotó a Bobby Reynolds y Tomáš Berdych, perdiendo en cuartos de final con Paul-Henri Mathieu). No volvió a ganar partidos seguidos en el resto del año. Jugó su último torneo de la temporada en el Masters de Indian Wells, donde perdió con Ivan Ljubicic en la primera ronda.

### 2010
El mejor jugador japonés regresó al Top 100 tras escalar 322 posiciones en el ranking en relación con la temporada previa donde sufrió esa desafortunada lesión que le dejó casi toda la temporada en el dique seco.
Después de someterse a una cirugía en el codo derecho en agosto de 2009, no pudo regresar en plenitud de condiciones hasta su retorno el 12 de abril en el Challenger de Tallahassee donde alcanzó unos meritorios cuartos de final. En Challengers registró 27-4 y logró cuatro títulos.
Sumó 3-9 en el circuito ATP, con tres triunfos en Grand Slams. Logró las coronas consecutivas de los Challenger de Savannah y Challenger de Sarasota. Escaló desde el n.º 649 al n.º 244. Debutó por fin en Roland Garros y venció a Santiago Giraldo en cinco sets en la primera ronda (perdiendo contra el n.º 3 Novak Djokovic en segunda ronda).
Clasificó para el US Open, venció a Yevgueni Koroliov en primera ronda y protagonizó un maratón ante el croata Marin Čilić de 4 horas y 59 minutos, antes de retirarse por lesión y cansancio ante Albert Montañés en tercera ronda. En noviembre cerró la temporada con el título en el Challenger de Knoxville sin perder ni un solo set durante el torneo (venciendo en la final a Robert Kendrick).

### 2011

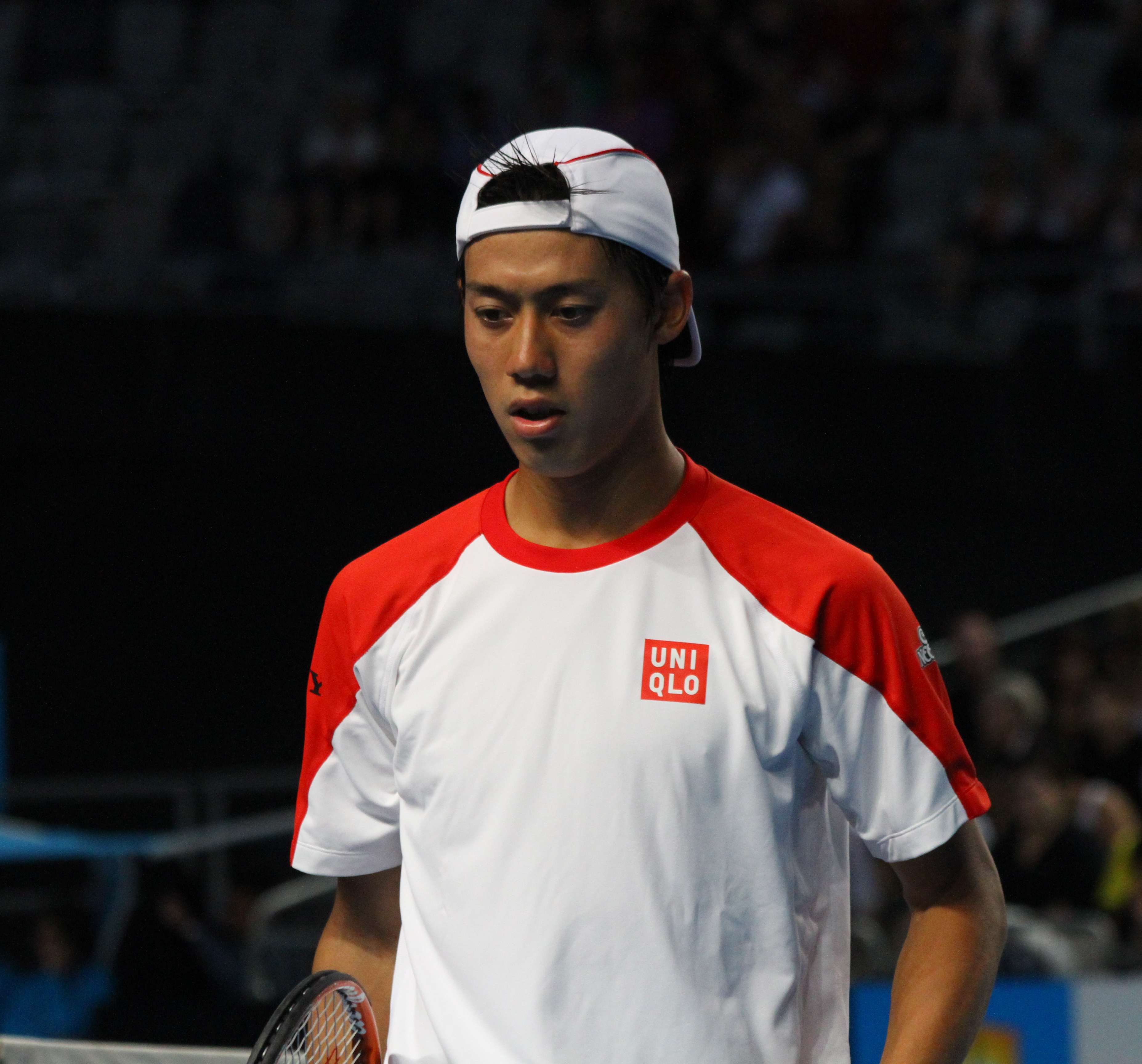
Nishikori en el Abierto de Australia 2011.

El mejor jugador asiático y el mejor de Japón logró la mejor campaña de su carrera, terminando como n.º 25. Empezó el año con 26 triunfos en su carrera entre 2007-10 antes de lograr 36 victorias en 2011.
Hizo dos finales ATP World Tour en el Torneo de Houston (perdiendo ante Ryan Sweeting) en abril y en el Torneo de Basilea (perdiendo ante Roger Federer) en noviembre. En la ruta hacia la final en Suiza venció a dos Top 10 (el n.º 7 Tomáš Berdych en primera ronda y al n.º 1 Novak Djokovic en semifinales) y luego subió hasta el n.º 25.
También hizo su primera semifinal en un ATP World Tour Masters 1000, en el Masters de Shanghái el 15 de octubre (venciendo al n.º 9 Jo-Wilfried Tsonga en segunda ronda, perdiendo ante Andy Murray). Luego de Shanghái, llegó al n.º 30 el 17 de octubre siendo el japonés de mejor ranking en la historia del ATP World Tour (desde 1973), superando la marca de Shuzo Matsuoka, que estuvo n.º 46 el 6 de julio de 1992. Luego saltó al n.º 25 tras Basilea.
A fines de septiembre hizo su cuarta semifinal en el Torneo de Kuala Lumpur, perdiendo contra el eventual campeón Janko Tipsarević por quinta vez en el año. Además hizo semifinales en el Torneo de Delray Beach y Torneo de Eastbourne (perdiendo de nuevo ante el serbio Janko Tipsarević ambas veces).
Quedó 3-5 contra rivales Top 10 y acumuló marcas de 26-14 en asfalto, 7-5 en arcilla y 3-3 en césped, sumando una marca personal de $776,621 en dinero.

### 2012
De nuevo el mejor jugador asiático y japonés, logró la mejor campaña de su carrera, terminando como Top 20 y ganó un título ATP World Tour (el Torneo de Tokio).
Comenzó la temporada llegando a cuartos de final en el Abierto de Australia (venció al n.º 7 Jo-Wilfried Tsonga en cuarta ronda, antes de caer con el n.º 4 Andy Murray). En febrero representó a Japón contra Croacia en primera ronda de la Copa Davis.
Avanzó a cuartos de final en el Torneo de Buenos Aires (perdiendo ante Stanislas Wawrinka). Llegó a su puesto más alto, en el n.º 17 el 19 de marzo de 2012.
Jugó dos eventos en la gira europea sobre arcilla, llegando a cuartos de final en el Torneo de Barcelona (perdiendo contra Fernando Verdasco). No jugó Roland Garros por una lesión abdominal.
Volvió en Wimbledon, donde hizo tercera ronda (perdiendo ante Juan Martín del Potro). Llegó a cuartos de final en el Torneo de Newport (perdiendo ante Rajeev Ram), en el Torneo de Atlanta (perdiendo ante su compatriota Go Soeda) y en los Juegos Olímpicos de Londres (perdiendo ante Juan Martín del Potro). Quedó 10-8 en gira post-Wimbledon, terminando con tercera ronda del US Open (perdiendo ante Marin Čilić).
En la gira asiática llega a semifinales del Torneo de Kuala Lumpur (perdiendo ante Juan Mónaco) antes de ganar su 2° título ATP World Tour en su casa, en el Torneo de Tokio (venciendo a Milos Raonic en la final y al n.º 6 Tomáš Berdych en cuartos de final). Fue el primer jugador japonés en la historia en ganar el torneo y la final con tenistas más jóvenes disputadas en todo el año. Subió a su puesto más alto, el n.º 15 el 8 de octubre. Cerró la temporada con una tercera ronda en el Masters de París (retirándose en su partido ante Gilles Simon).
Registró marcas de 23-11 en cemento, 7-4 en tierra batida y 7-3 en hierba. Quedó 3-5 contra rivales Top 10 y obtuvo premios en dinero de $1.026.183.

### 2013
De nuevo el mejor jugador asiático y japonés, logró meterse en el Top 20 por segundo año consecutivo, llegando incluso hasta el n.º 11 en verano, y ganó de nuevo un título ATP (en el Torneo de Memphis).

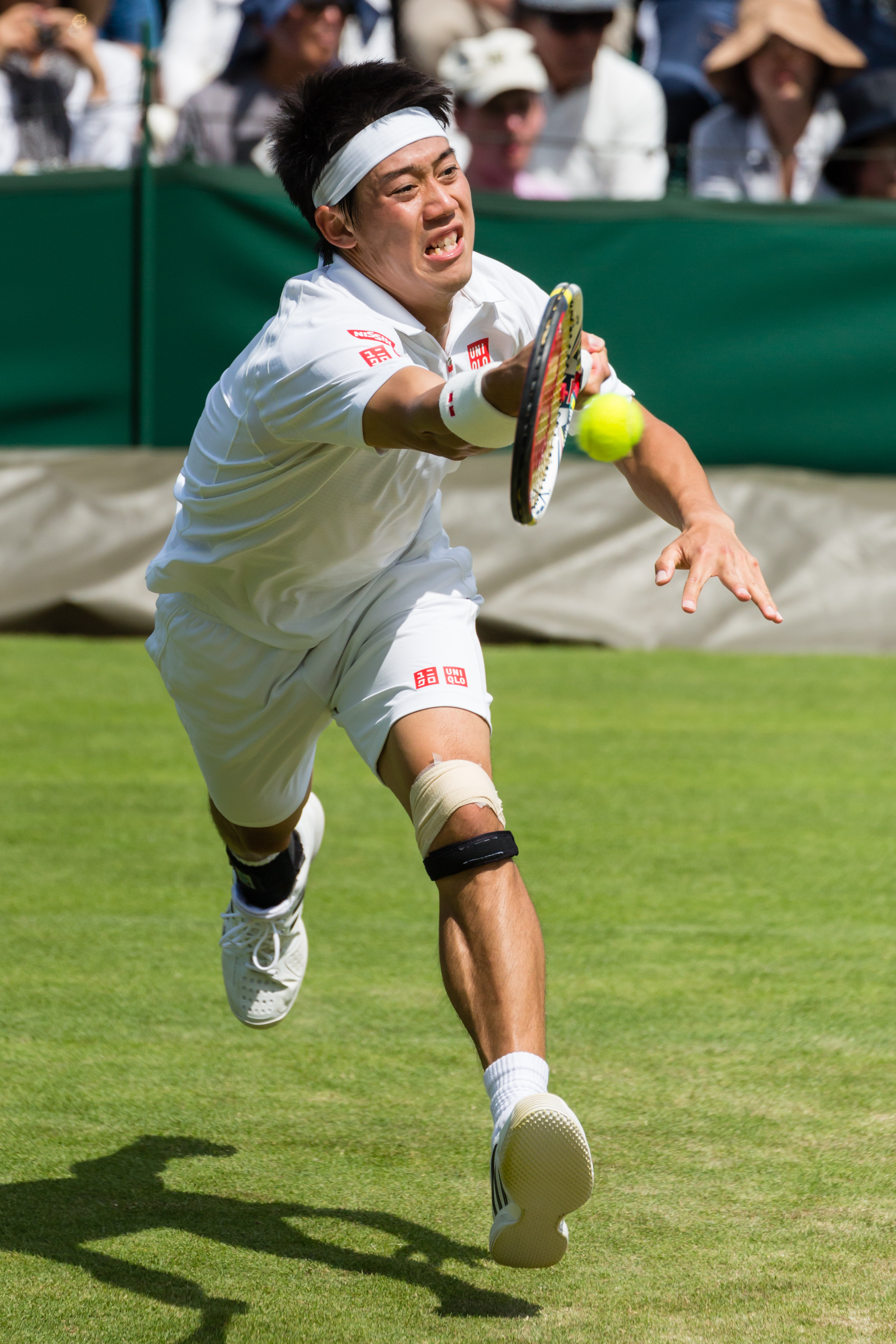
Kei Nishikori en el Campeonato de Wimbledon 2013.

Comenzó su temporada llegando hasta las semifinales en el Torneo de Brisbane (retirándose debido a una lesión ante el n.º 3 Andy Murray). Llega hasta la cuarta ronda en el Abierto de Australia (perdiendo ante el n.º 4 David Ferrer). Continuó su gran temporada ganando su tercer título ATP World Tour, en el Torneo de Memphis (venciendo al n.º 12 Marin Čilić en cuartos de final y al español Feliciano López en la final), donde no perdió ni un solo set.
Su próximo resultado más destacado fue llegar hasta la cuarta ronda del Masters 1000 de Miami (perdiendo por segunda vez en el año ante el español David Ferrer en sets corridos).
Después comenzó su temporada de polvo de ladrillo, cayendo en tercera ronda (ante Albert Ramos) en el Torneo de Barcelona. Hizo un gran Masters de Madrid, llegando hasta cuartos de final (venciendo al n.º 2 y ex n.º 1 Roger Federer, cayendo contra Pablo Andújar). Logra su mejor resultado en Roland Garros llegando hasta la cuarta ronda (perdiendo ante el eventual campeón Rafael Nadal). El 17 de junio sube hasta el puesto n.º 11 de la ATP el más alto de su carrera.
No pudo pasar de la tercera ronda en Wimbledon, perdiendo en un entretenido partido a cinco sets frente al italiano Andreas Seppi.
Luego de Wimbledon, no obtuvo grandes resultados, llegando a la tercera ronda del Masters de Canadá (perdiendo ante el eventual finalista Richard Gasquet). Es sorprendentemente eliminado en primera ronda del US Open, perdiendo ante el n.º 179 del mundo, el británico Daniel Evans por un contundente 4-6, 4-6 y 2-6. Luego ayudó a Japón a mantenerse en el grupo mundial de Copa Davis, venciendo en sus dos partidos de la eliminatoria al colombiano Santiago Giraldo.
En la gira asiática no pudo revalidar su título en el Torneo de Tokio, al caer en cuartos de final (perdiendo ante Nicolás Almagro) y en el Masters de Shanghái llega hasta la tercera ronda (cayendo ante Jo Wilfried Tsonga). Cierra su temporada cayendo en tercera ronda del Masters de París (vengándose del n.º 9 Jo-Wilfried Tsonga en segunda ronda, perdiendo ante Richard Gasquet).
Compila marcas de 26-13 en pista dura, 8-4 en arcilla y 2-2 en hierba. Quedó 2-7 contra rivales Top 10 y obtuvo premios en dinero de $1.162.886.

### 2014
Nishikori comenzó la temporada en el puesto n.º 17 del ranking.
Su primer torneo oficial de la temporada fue el de Brisbane. En segunda ronda derrotó a Matthew Ebden por un contundente 6-4 y 6-2. En cuartos de final sufrió para derrotar al croata Marin Čilić por parciales de 6-4, 5-7, 6-2. Cayó en semifinales ante el ex n.º 1 y posterior campeón del torneo Lleyton Hewitt por 7-5, 4-6 y 3-6.
Como el cabeza de serie n.º 16 llegaba al primer Grand Slam del año, el Abierto de Australia 2014. En primera ronda sufrió de lo lindo para derrotar al local Marinko Matosevic por 6-3, 5-7, 6-2, 4-6, 6-2. En segunda ronda derrotó cómodamente al serbio Dušan Lajović por un tanteo de 6-1, 6-1, 7-6(3). En la tercera ronda también venció sin dificultades a Donald Young por 7-5, 6-1, 6-0. En cuarta ronda no pudo con el n.º 1 del mundo Rafael Nadal, cayendo por parciales de 6-7(3), 5-7, 6-7(3). Luego ayudó a Japón a clasificarse para sus primeros cuartos de final de la Copa Davis tras vencer por 4-1 a Canadá. Ganó su primer partido de individuales a Peter Polansky por un triple 6-4. Al día siguiente venció haciendo pareja con Yasutaka Uchiyama a la pareja canadiense formada por Daniel Nestor y Frank Dancevic por 6-3, 7-6 (7-3), 4-6, 6-4. Dio el punto definitivo para Japón tras vencer a Frank Dancevic por 6-2, 1-0 y abandono de él.
Luego de esto jugó el Torneo de Memphis (este año de categoría 250) donde defendía título. Se deshizo en segunda ronda de Benjamin Becker, sufrió para ganar a Alex Bogomolov Jr. en cuartos de final. Ya en semifinales derrotó al local Michael Russell por un cómodo 6-3, 6-2 y en la final retuvo el título tras vencer al croata Ivo Karlović por parciales de 6-4, 7-6(0). También jugó el Torneo de Delray Beach. En primera ronda sufrió para derrotar al clasificado Gastao Elias y en segunda ronda se retiró de su partido ante Teimuraz Gabashvili cuando perdía 2-4 el primer set debido a una lesión.
Tras ello, disputó los primeros Masters 1000 del año, siendo el primero el de Indian Wells. En segunda ronda derrotó a Santiago Giraldo por un contundente 6-1 y 6-3. En tercera ronda cayó ante el alemán Tommy Haas por 6-7(3), 2-6.
En el Masters de Miami 2014 tendría una mejor presentación, derrotando a Marinko Matosevic 6-4 6-1, en tercera ronda chocaría ante Grigor Dimitrov derrotando al búlgaro en un apretadísimo partido que terminaría 7-6 7-5 en favor del japonés. Luego en 4.ª ronda enfrentaría a David Ferrer donde salvaría una serie de match points a favor del español finiquitando uno de los mejores partidos del torneo en 3 sets 7-6(7), 2-6, 7-6(9). En cuartos de final, vencería a Roger Federer por 3-6, 7-5, 6-4, logrando su segunda victoria consecutiva sobre el suizo. En semifinales no se presentó a su partido ante Novak Djokovic debido a problemas musculares, así terminaría para Nishikori una de sus mejores presentaciones a nivel ATP World Tour Masters 1000.
El 27 de abril de 2014, Nishikori ganó la 62 edición del Trofeo Conde de Godó perteneciente a la serie ATP World Tour 500 alcanzando el N°12 del Ranking de la ATP. En su camino dejó a Roberto Bautista, Andrey Golubev en las primeras dos rondas, tomando rápidamente el ritmo, e intensificando su tenis. Luego derrotaría a Marin Čilić 6-1 6-3, a Ernests Gulbis por 6-2, 6-4 y en la final al colombiano Santiago Giraldo por 6-2 y 6-2.
El 11 de mayo, perdió en su primera final ATP World Tour Masters 1000 en Madrid retirándose por una lesión en la espalda mientras caía 0-3 en el set decisivo frente a Rafael Nadal, poniendo fin a su racha de 14 victorias consecutivas. Nishikori había garantizado su lugar en el Top 10 el 9 de mayo, superando a Feliciano López en los cuartos de final. El 12 de mayo, se convirtió en el primer japonés en la historia en entrar en el Top 10 del Ranking ATP Emirates en el puesto 9. Es el primer asiático en el Top 10 desde que Paradorn Srichaphan entrara el 29 de marzo de 2004. Posteriormente se retiró del ATP World Tour Masters 1000 de Roma por una lesión en la parte inferior de la espalda.
Perdió en primera ronda de Roland Garros (ante el eslovaco Martin Klizan). Llegó a su primera semifinal ATP World Tour en césped de Halle (perdiendo con Roger Federer). Llegó a cuarta ronda de Wimbledon por primera vez en seis visitas, perdiendo con Milos Raonic en cuatro sets.
El 4 de agosto se retiró del torneo ATP World Tour Masters 1000 de Toronto debido a una lesión en el pie derecho.
El 8 de septiembre se convirtió en el primer hombre asiático en disputar una final de Grand Slam en el US Open. Batió a tres jugadores del Top 10 en la ruta a la final —Milos Raonic en cuarta ronda, Stan Wawrinka en cuartos de final y Djokovic en semifinales (perdiendo ante el croata Marin Čilić); su victoria sobre Raonic terminó a las 2:26 a. m., uno de los partidos más tardíos en la historia del torneo—. El 8 de septiembre regresó al Top 10 del Ranking ATP Emirates, subiendo tres posiciones al n.º 8.
El 28 de septiembre ganó su tercer título del año en Kuala Lumpur (venciendo al francés Julien Benneteau). Siguió con su buena racha a la semana siguiente tras vencer en la final de Tokio al canadiense Milos Raonic ganando el certamen de su casa por segundo año. Perdió sorprendentemente en segunda ronda del Masters de Shanghái ante el estadounidense Jack Sock.
Cayó en semifinales del Masters de París 2014 (perdiendo ante el n.º 1 Novak Djokovic). Un día antes en la victoria sobre David Ferrer en cuartos de final, certificó su pase por primera vez a las ATP World Tour Finals 2014. Además, el 3 de noviembre alcanzó su ranking más alto, el n.º 5.
En su primera visita a las Finales Barclays ATP World Tour quedó 2-1 en el round robin, incluyendo triunfos sobre Andy Murray y David Ferrer, antes de caer en semifinales con Djokovic. Terminó la temporada 2014 con un récord de 54-14, incluyendo cuatro títulos y $4,431,363 en premios en dinero.

### 2015: Llegada al Top 5

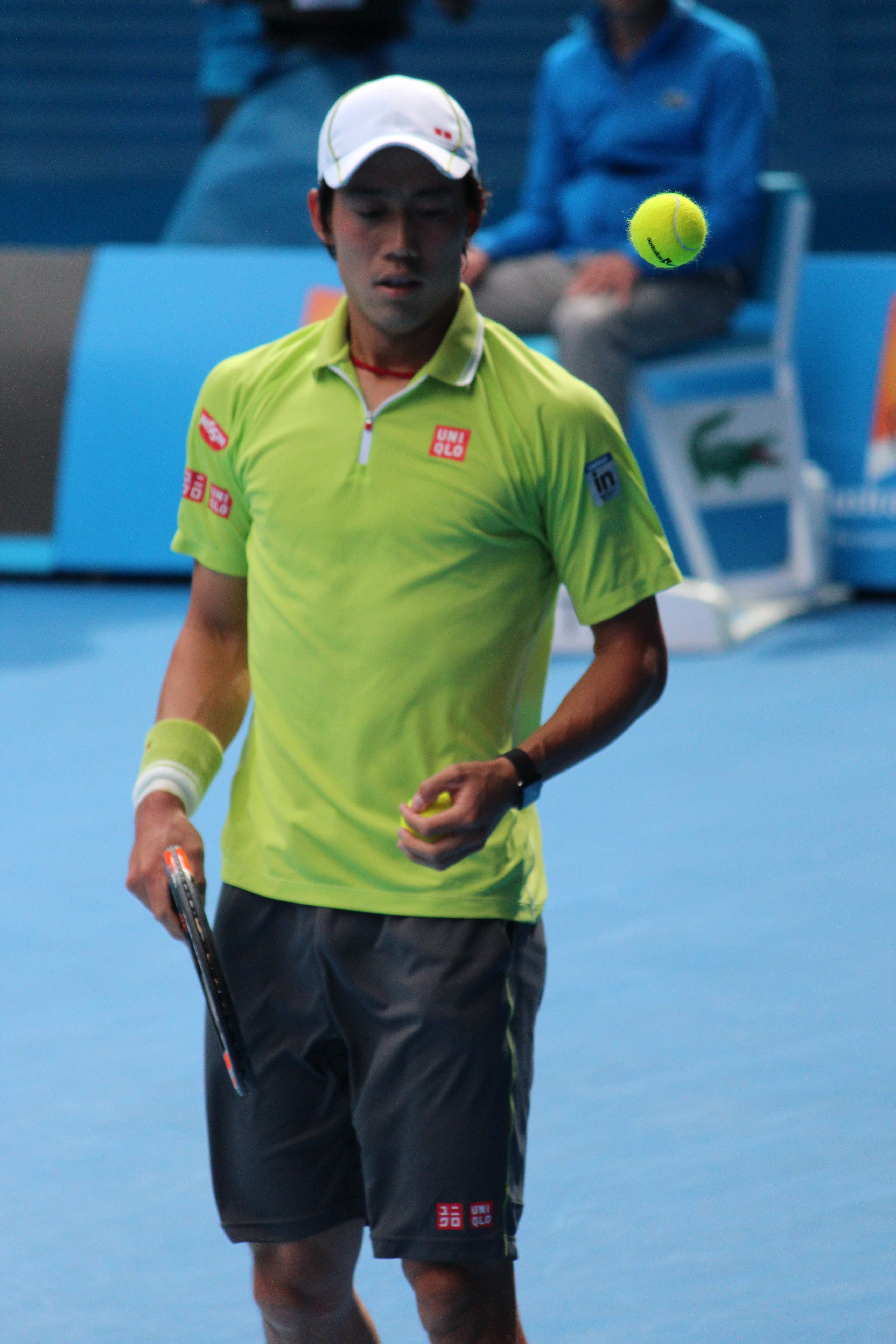
Kei Nishikori durante el Abierto de Australia 2015, alcanzó los cuartos de final del primer Grand Slam del año siendo eliminado por el campeón defensor Stan Wawrinka en sets corridos.

Comienza su temporada con el Torneo de Brisbane, en sus dos primeras rondas vence a Steve Johnson y Bernard Tomic, en semifinales cae contra el cañonero canadiense Milos Raonic en tres tie-break por 7-6(4), 6-7(4), 6-7(4), siendo esta su tercera derrota consecutiva en esa instancia del evento. Unos días más tarde, comenzó el primer torneo de Grand Slam de la temporada: el Abierto de Australia. Para su debut, se deshace de Nicolás Almagro por 6-4, 7-6(1), 6-2. Luego gana sus dos siguientes partidos contra Ivan Dodig (4-6, 7-5, 6-2, 7-6(7)) y Steve Johnson (6-7(7), 6-1, 6-2, 6-3). En los octavos de final, eliminó al noveno cabeza de serie David Ferrer por triple 6-3, totalizando 43 tiros ganadores para alcanzar los cuartos de final por segunda vez en su carrera, perdiendo solo 2 sets en el camino. Sin embargo, allí perdió contra el campeón defensor, Stanislas Wawrinka por 3-6, 4-6, 6-7(6) en solo dos horas de juego.
Regresó a la competición en el Torneo de Memphis, donde es el doble campeón defensor. Venció a los estadounidenses Ryan Harrison, Austin Krajicek y Sam Querrey en tres sets a cada uno para llegar a la final donde se enfrenta al 15 del mundo, Kevin Anderson. Ganando el título por tercera vez consecutiva superando al sudafricano en dos sets por doble 6-4 y también siendo su octavo título como profesional. Luego en el Torneo de Acapulco llegó a la final al vencer nuevamente al sudafricano en las semifinales. Allí se encuentra con David Ferrer contra el que pierde en sets corridos por 3-6, 5-7 (al que le había ganado en los últimos 6 choques). El 2 de marzo entra en el Top 4 del Ranking ATP por primera vez.
Durante el mes de marzo, llegó a la cuarta ronda del Masters de Indian Wells por primera vez en siete participaciones, pero fue derrotado por Feliciano López en sets corridos en la cuarta ronda. En el Masters de Miami, derrotó a Mijaíl Yuzhny, Viktor Troicki y David Goffin todos en sets corridos, perdiendo solo un total de 10 juegos para llegar a los cuartos de final. Sin embargo, perdió por 6-4 y 6-3 contra el local John Isner.
Comenzó su gira de tierra batida europea en el Torneo Conde de Godó donde llegó a la final luego de vencer a Teimuraz Gabashvili, Santiago Giraldo, Roberto Bautista y Martin Kližan. Defendió exitosamente su título al vencer a Pablo Andújar en la final por doble 6-4 en 1 hora y 34 minutos, uniéndose a Rafael Nadal, Thomas Muster, Mats Wilander, Ivan Lendl, Andrés Gómez e Ilie Nastase como los jugadores que han defendido con éxito el título allí en la Era Abierta (desde 1968). También ganó su segundo título de la temporada, quinto ATP 500 y el noveno título de su carrera. En el Masters de Madrid enfrentó al belga David Goffin en la segunda ronda, por 6-2, 4-6 y 6-4, luego batió fácilmente por doble 6-3 a Roberto Bautista, antes de llegar a los cuartos de final. Allí venció al 8 del mundo David Ferrer por 6-4, 6-2 en poco más de una hora de juego. En las semifinales, es barrido por 3-6, 4-6 ante Andy Murray, futuro ganador del torneo. Tras no poder defender su final que hizo en 2014, cayó al sexto puesto de la clasificación.

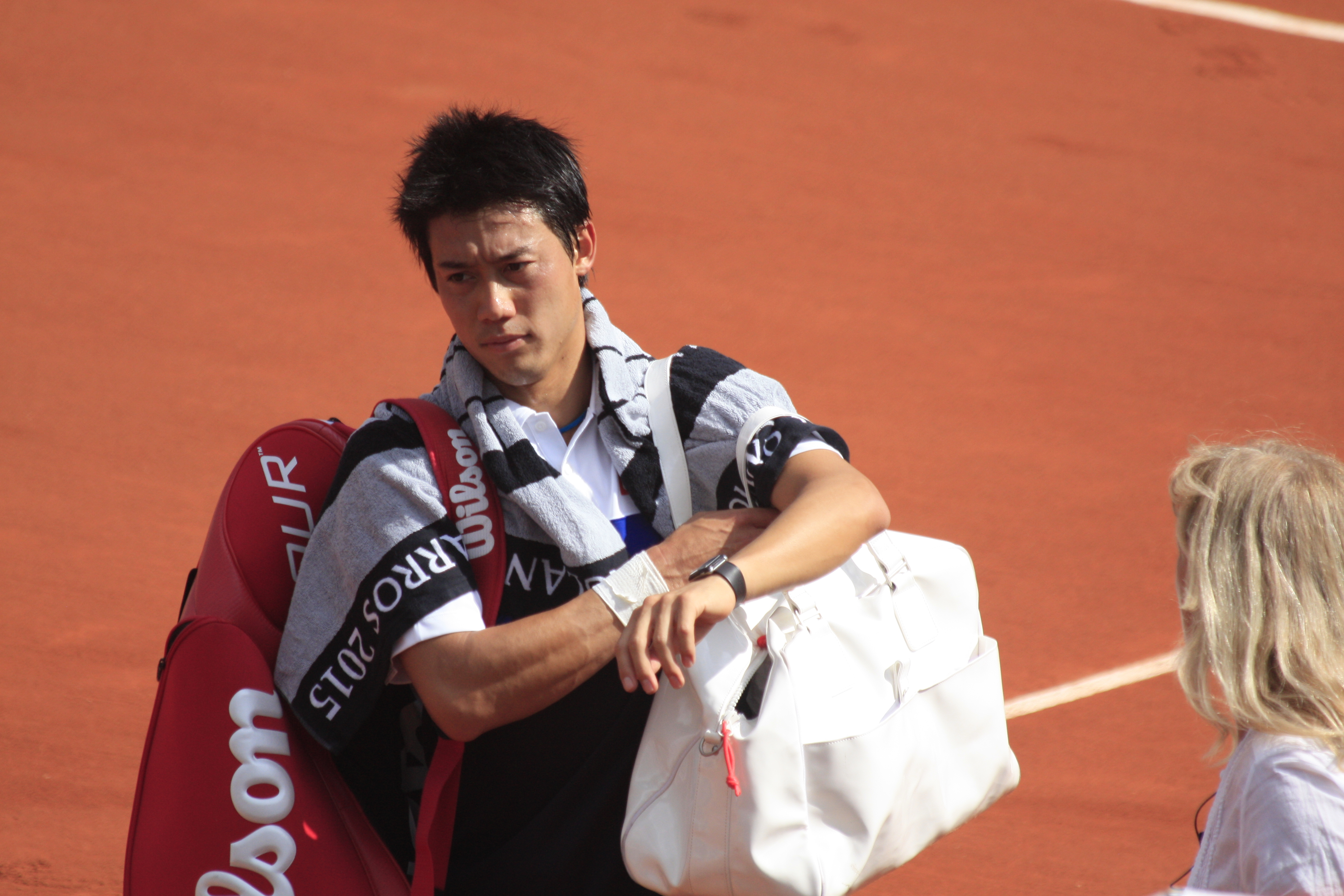
Nishikori en Roland Garros 2015, después de su victoria ante Paul-Henri Mathieu.

En el Masters de Roma, luchó para avanzar a los cuartos de final al vencer a Jiří Veselý (7-6(3), 7-5) y a Viktor Troicki (6-4, 6-3) y así alcanza los QF en su segunda participación. Allí, se enfrenta al número 1 del mundo, el serbio Novak Djokovic. Ofreciendo un buen espectáculo cayó en tres sets por 3-6, 6-3, 1-6. Llega a Roland Garros como quinto cabeza de serie y candidato al título. Vuela rumbo a cuartos de final batiendo a Paul-Henri Mathieu, Thomaz Bellucci, Benjamin Becker y Teimuraz Gabashvili en sets corridos, excepto a Becker que no se presentó en su partido de tercera ronda, así Nishikori llegaba a la segunda semana de forma silenciosa pero jugando un gran tenis. También se convertía en el primer japonés en llegar a los cuartos de final del Abierto de Francia en 82 años. Su oponente allí es el francés Jo-Wilfried Tsonga. Ambos juegan uno de los mejores partidos del torneo y en cinco sets, y con un Nishikori cerca de remontar 2 sets abajo, termina perdiendo de forma épica por 1-6, 4-6, 6-4, 6-3, 3-6 en 3 horas y 45 minutos de juego.
Comenzó su temporada de pasto participando en el Torneo de Halle, donde llegó a las semifinales, pero se retiró de su partido contra Andreas Seppi cuando caía 1-4 en el primer set debido a una lesión en la pantorrilla. A pesar de esto decidió jugar Wimbledon, y llegó a la segunda ronda al vencer a Simone Bolelli en cinco sets por segundo año consecutivo, pero luego se retiró de su partido de segunda ronda contra Santiago Giraldo, debido a su lesión en la pantorrilla.
Comenzó la gira por canchas duras americanas en el Torneo de Washington clasificándose con bastante facilidad a semifinales al vencer a James Duckworth, Leonardo Mayer y Sam Groth. En las semifinales, se enfrentó a Marin Čilić, en una especie de revancha de la final del US Open, y logró vencerlo por 3-6, 6-1, 6-4. En la final, se enfrentó al local John Isner y ganó el partido por 4-6, 6-4, 6-4 en casi dos horas de partido, logrando su sexto ATP 500, tercero del año y décimo título profesional.
En el Masters de Canadá, venció a Pablo Andújar y David Goffin en sets corridos. En cuartos batió al español Rafael Nadal por un contundente 6-4 y 6-2 logrando su primera victoria contra Nadal en 8 enfrentamientos. En las semifinales, se encontró con Andy Murray y a pesar de un comienzo parejo, el japonés poco a poco fue disminuyendo su nivel cayendo por un rotundo 3-6 y 0-6 acusando fatiga y una lesión en la cadera. Al mismo tiempo, se bajó del Masters de Cincinnati por cansancio. Regresó en el US Open donde el japonés defendía final perdiendo de entrada contra el francés Benoît Paire en cinco sets por 4-6, 6-3, 6-4, 6-7(6) y 4-6 después de ir dos sets a uno arriba y tener dos puntos de puntos. Siendo esta la primera vez que un subcampeón del US Open perdía en la primera ronda del año siguiente desde André Agassi en 1991, como resultado de este pobre desempeño, perdió dos puestos en la clasificación bajando al sexto lugar.
Comenzó la gira asiática en el Torneo de Tokio en su natal Japón donde defendía título y llega a las semifinales, con victorias incluidas sobre Borna Ćorić, Sam Querrey y Marin Čilić. Allí se enfrentó con Benoît Paire su verdugo en el último US Open, cayendo por 6-1, 4-6, 2-6 perdiendo por segunda vez consecutiva contra el francés. Alcanzó la tercera ronda del Masters de Shanghái perdiendo contra Kevin Anderson por doble 7-6. Luego jugó el Masters de París. Sin embargo, se retiró en el partido de la tercera ronda contra Richard Gasquet debido a una lesión abdominal.
Se clasificó para las ATP World Tour Finals por segundo año consecutivo, en el octavo lugar. Quedó situado en el Grupo Stan Smith con el serbio Novak Djokovic, el suizo Roger Federer y el checo Tomáš Berdych. El 15 de noviembre, comenzó la competencia contra el serbio y es derrotado en dos sets por triple 1-6 en 1 hora y 5 minutos de juego. En su segundo partido, vence al checo por 7-5, 3-6, 6-3 en 2 horas y 23 minutos para seguir con vida en el grupo. Para su último partido, se enfrenta al suizo y pierde después de tres sets por 5-7, 6-4, 4-6, jugando un buen partido después de 2 horas y 10 minutos de juego. No logró clasificarse para las semifinales, terminando en el tercer lugar en su grupo con 1-2.
El japonés terminó el curso en el Top 10 del Emirates ATP Rankings por segunda temporada consecutiva como octavo del mundo. Tocó el mejor ranking de su carrera en el número 4 el 2 de marzo. Logró más de 35 victorias por quinto año seguido (2011-15), con 54 triunfos tanto en 2014 como en 2015.

### 2016: Medalla de bronce olímpica
Comienza su temporada con el Torneo de Brisbane donde después de derrotar a Mijaíl Kukushkin, se enfrentó al local Bernard Tomic siendo derrotado por 6-3, 1-6 y 6-3. Unos días después, comienza el primer torneo de Grand Slam de la temporada: el Abierto de Australia. Para su entrada, se deshace de Philipp Kohlschreiber y Austin Krajicek en sets corridos. En tercera ronda derrotó a Guillermo García-López en un partido un poco más difícil por 7-5, 2-6, 6-3, 6-4. En octavos de final eliminó al 10 del mundo Jo-Wilfried Tsonga en sets corridos por 6-4, 6-2 y 6-4 en solo 2 horas jugando a un gran nivel. Sin embargo, es derrotado en los cuartos de final por el campeón defensor Novak Djokovic por 6-3, 6-2, 6-4 en solo dos horas.
Tras esto participa en el Torneo de Memphis del cual es el triple defensor del título. Ganó el torneo por cuarta vez consecutiva al derrotar a la joven esperanza norteamericana Taylor Fritz por doble 6-4 en la final ganó su 11° título ATP y extendiendo su racha de victorias hasta las 17 en el torneo.
Luego juega los Octavos de final de la Copa Davis contra Gran Bretaña. En el primer día derrota a Daniel Evans en tres sets para igualar la serie a uno, luego se enfrenta al número 2 del mundo Andy Murray, contra quien hace un partido cercano a las cuatro horas sin embargo perdió por 5-7, 6-7(8), 6-3, 6-4 y 3-6, terminando con una racha de 12 triunfos seguidos en Copa Davis. Los japoneses son eliminados por un tres a uno final y tendrán que jugar el repechaje para permanecer en el grupo mundial. Luego comienza la gira por Estados Unidos en el Masters de Indian Wells pasa sus dos primeras rondas sin perder un set. Ya en octavos de final vence al 11 del mundo John Isner, después de perder el primer set 1-6, gana los siguientes dos desempates contra el cañonero estadounidense. Luego se enfrenta al cinco del mundo Rafael Nadal en cuartos de final, pero pierde por 6-4 y 6-3 en una hora 33 minutos, haciendo irregular partido.
Continúa con el Masters de Miami venciendo sucesivamente a Pierre-Hugues Herbert, Aleksandr Dolgopólov y Roberto Bautista en sets corridos dejando una buena imagen para los cuartos de final donde se enfrenta al 16 del mundo Gael Monfils, en un partido sofocante por el calor, e intensos puntos. Nishikori salvó cinco puntos de partida, incluidos tres en fila, en un partido de muy alto nivel, incluido el último set ganando por 4-6, 6-3 y 7-6(3) en dos horas y media, esto le permite calificar para su segunda semifinal en Miami (después de la edición de 2014) donde se enfrenta a un debutante en esta etapa, Nick Kyrgios (26 del mundo). Eliminó al joven australiano en menos de una hora y media por 6-3 y 7-5 para alcanzar su segunda final de Masters 1000 de su carrera, donde se encontró con el número 1 del mundo Novak Djokovic. Perdió por doble 6-3 en una hora 26 minutos, a pesar de haber quebrado tres veces el servicio de su rival, perdiendo otra final importante.

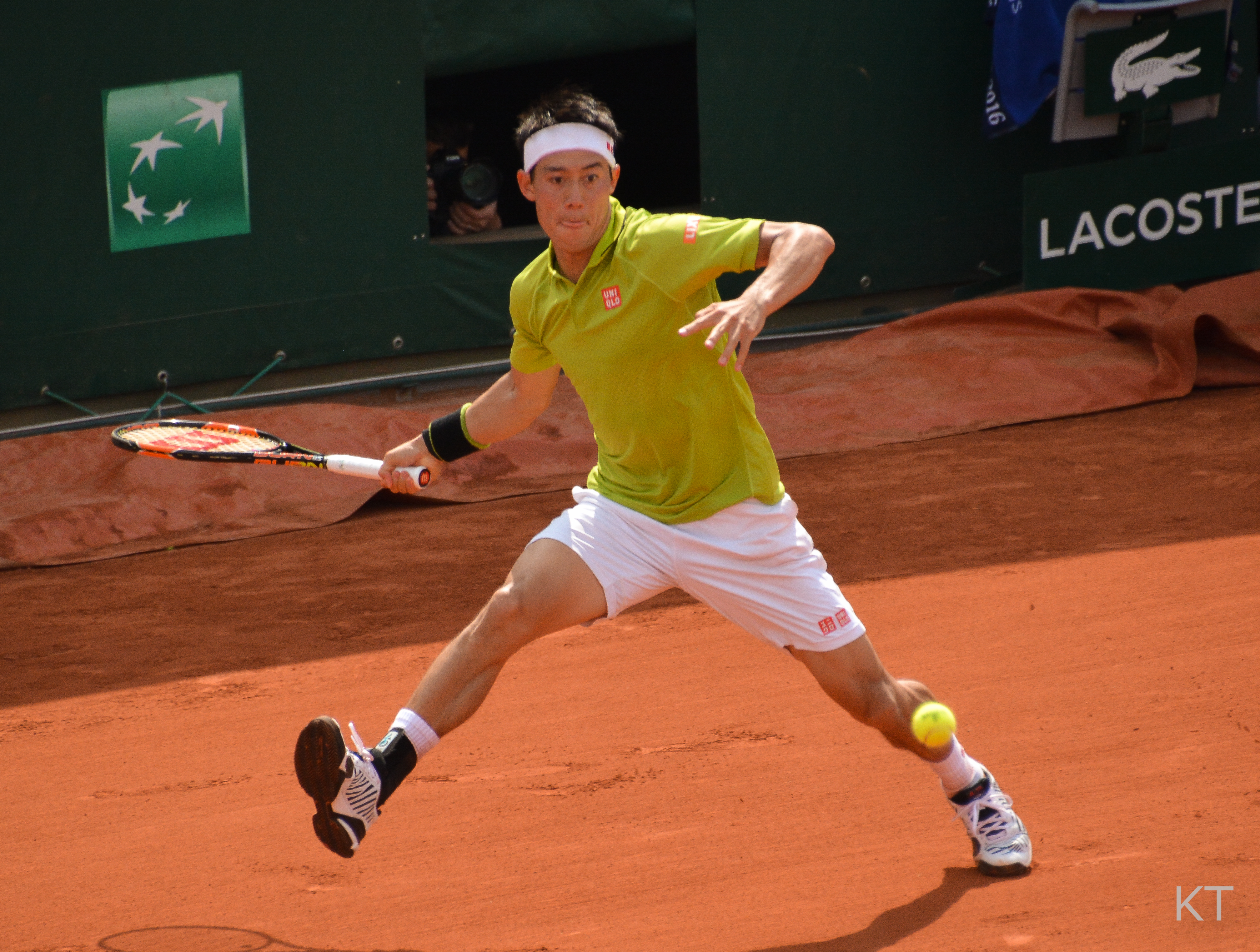
Nishikori durante Roland Garros 2016.

Comienza la gira de tierra batida europea en el Torneo Conde de Godó y llegó a la final por tercer año consecutivo y sin cediendo sets, pero finalmente perdió contra Rafael Nadal por 6-4 y 7-5 en dos horas y 4 minutos. Luego jugó el Masters de Madrid, comenzó venciendo con dificultad a Fabio Fognini en tres sets por 6-2, 3-6, 7-5 tras ir cayendo por 3-5 en el sets final, en tercera ronda venció al francés Richard Gasquet por 6-4 y 7-5 en su séptimo enfrentamiento el japonés ofreció un gran partido con 37 golpes ganadores por 26 errores no forzados. En los cuartos de final, derrotó a Nick Kyrgios sin ceder su servicio por (6)6-7, 7-6(1) y 6-3 en dos horas 38 minutos. En las semifinales, se enfrenta a Novak Djokovic y opone cierta resistencia, especialmente en la segunda manga, pero termina perdiendo en dos horas de juego por 6-3 y 7-6(7-4). La semana siguiente, en el Masters de Roma, en la segunda ronda perdió un set contra Viktor Troicki para ganar por 5-7, 6-2 y 6-3, luego vuelva a batir en la misma ronda a Richard Gasquet, esta vez más fácilmente por 6-1 y 6-4. En los cuartos de final, se enfrenta al 15 del mundo Dominic Thiem, el verdugo de Federer en la ronda anterior, en su primer enfrentamiento en arcilla, se impone con bastante facilidad por 6-3 y 7-5. En semifinales, se enfrenta a Novak Djokovic (con quien ya venía de enfrentarse en Madrid) domina durante todo el primer set y luego llega al desempate del tercero, pero pierde nuevamente por 6-2, 4-6, 6-7(5),en un maratoniano partido con mucha intensidad y después de 3 horas de partido. Llega a Roland Garros en buena forma, gana fácilmente sus dos primeros partidos a Simone Bolelli y Andréi Kuznetsov en tres mangas antes de experimentar muchas más dificultades contra Fernando Verdasco en la tercera ronda pero finalmente gana por 6-3, 6-4, 3-6, 2-6 y 6-4 para enfrentar a Richard Gasquet en la cuarta ronda. Estaría bastante lejos de su nivel, perdiendo en cuatro sets por 4-6, 2-6, 6-4 y 2-6.

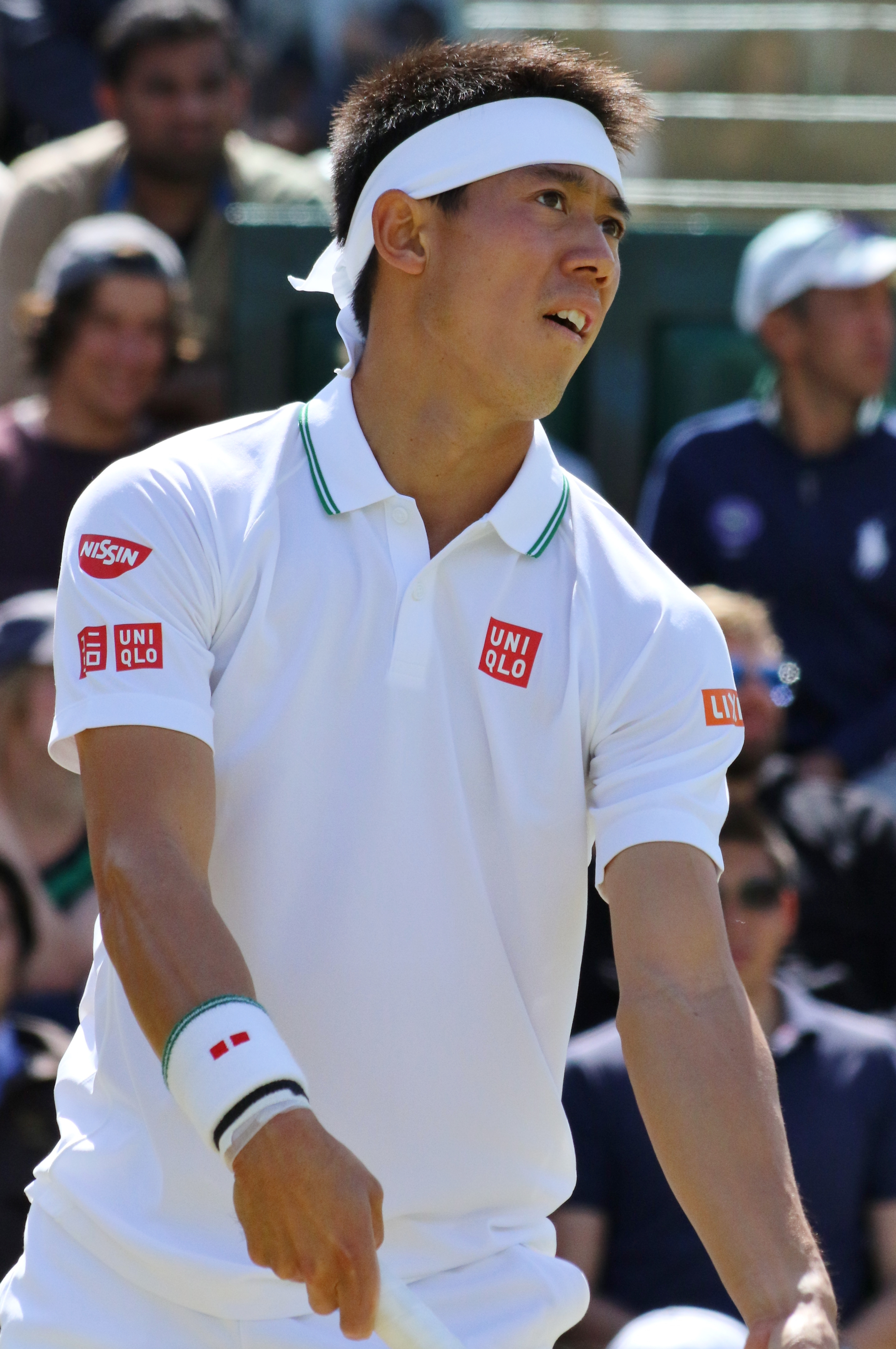
Nishikori en Wimbledon 2016.

Su temporada de césped no fue muy buena. Se retiró en la segunda ronda en Halle producto de una lesión en la cadera y en Wimbledon se retira en los octavos de final contra Marin Čilić en el segundo set cuando caía por 6-1 y 5-1 en la cual el jugador lloró desconsoladamente.
Comienza la gira por Estados Unidos con el Masters de Canadá como tercer cabeza de serie, clasifica fácilmente para los cuartos de final tras vencer a los locales Denis Kudla y Rajeev Ram, ahí se enfrenta a Grigor Dimitrov y lo vence en tres sets por 6-3, 3-6 y 6-2. En semifinales se enfrenta al cinco del mundo Stan Wawrinka ganándole por 7-6(6) y 6-1 yendo abajo durante casi todo el primer set tras remontar un 5-2 adverso y en la muerte súbita un 4-6 (doble punto de set para el suizo) y terminar ganando por 8-6 el primer set, ya en el segundo Wawrinka se desmoronó y el nipón cerró por 6-1 para acceder a su tercera final de Masters 1000 de su carrera, primera en Canadá. Además término con una racha de 16 derrotas consecutivas ante rivales Top 5 al superar al suizo. En la final se enfrentó contra el número uno del mundo y una de sus "bestias negras" Novak Djokovic, siendo derrotado por 6-3 y 7-5 en una hora 24 minutos, impidiéndole una vez más ganar su primer Masters 1000. Tras esto juega los Juegos Olímpicos de Río de Janeiro 2016 solo en modalidad de singles, vence fácilmente en las tres primeras rondas a Albert Ramos (6-2, 6-4), John Millman (7-6(7-4), 6-4) y a Andrej Martin (doble 6-2). En cuartos de final se enfrenta al francés Gael Monfils ganando en un partidazo por 7-6, 4-6 y 7-6 en dos horas 53 minutos y salvando tres puntos de partido para enfrentarse en semifinales al campeón olímpico actual y dos del mundo Andy Murray, por un lugar en la final. Pierde bruscamente por 6-1 y 6-4 en una hora 20 minutos sin lograr un solo punto de quiebre y acusando el desgaste del exigente partido anterior contra Monfils. Ya en el partido por la medalla de bronce, se enfrentó al número cinco del mundo el español Rafael Nadal. Mientras lideraba por 6-2 y 5-2, el español sacó su garra y ganó por 7-6 el segundo set, en el tercero el japonés recuperaría su nivel que llevaba desde el 5-2 del segundo y término ganando el partido por 6-2, 6-7(1) y 6-3 en casi tres horas, capturando la medalla de bronce en individuales y convirtiéndose en el primer japonés en ganar una medalla en el tenis desde 1920.

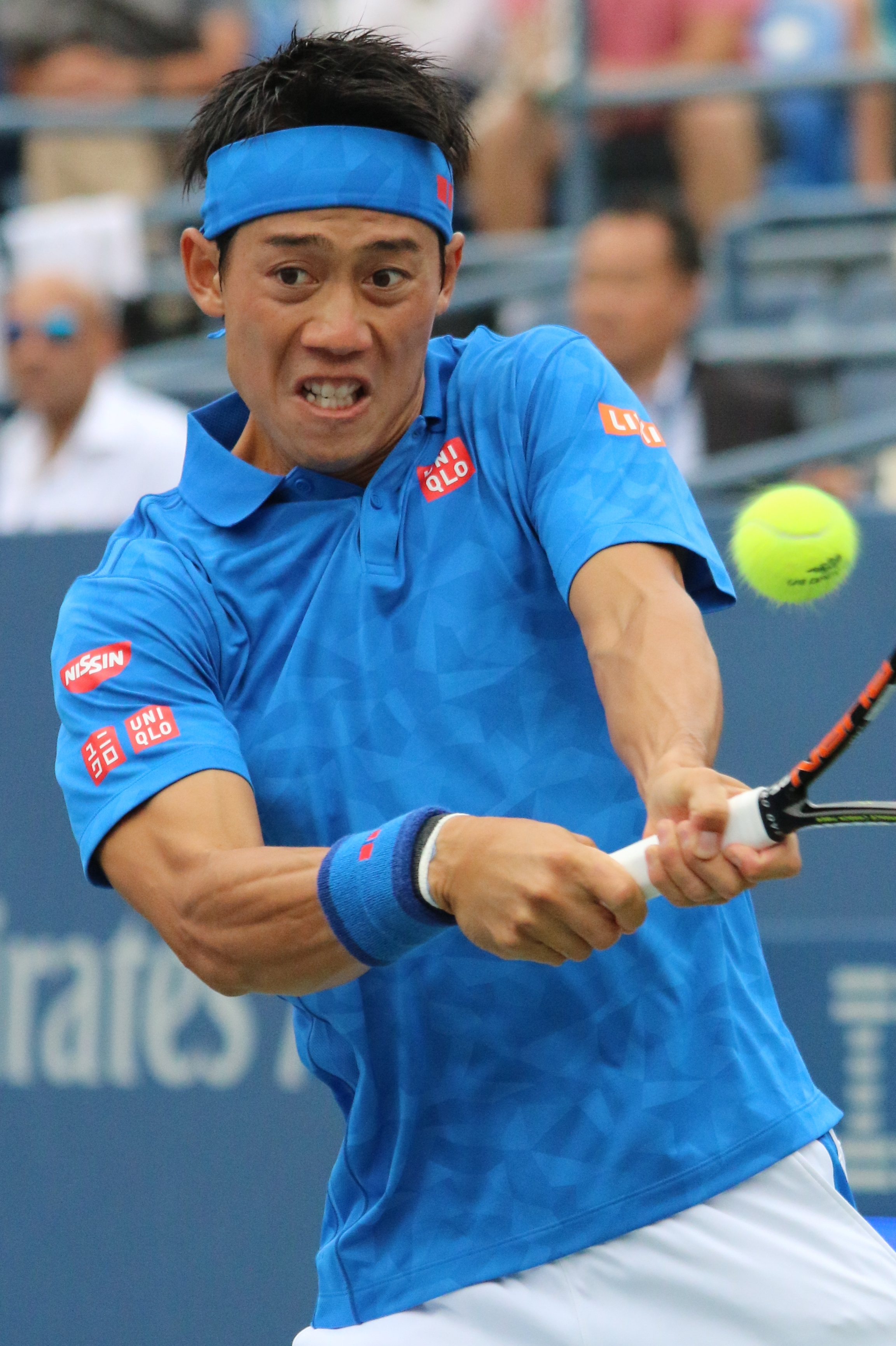
Nishikori en el US Open 2016.

En el US Open, comienza de forma irregular venciendo a Benjamin Becker, Karén Jachánov y al francés Nicolas Mahut perdiendo un set contra cada uno para pasar a la segunda semana. En octavos de final vence al cañonero croata Ivo Karlović por 6-3, 6-4, 7-6(4), clasificándose de nuevo para los cuartos. Después de muchas decepciones y frustraciones este año, finalmente le gana al escocés Andy Murray por 1-6, 6-4, 4-6, 6-1 y 7-5 en un poco más de cuatro horas de juego para clasificarse a semifinales por primera vez en un Grand Slam desde su final en el US Open 2014. Ahí se enfrenta al número 3 del mundo y ganador del torneo Stanislas Wawrinka que lo vence en cuatro sets por 6-4, 5-7, 4-6, 2-6 en más de tres horas de juego a pesar de que el japonés lideraba por 6-4 y 2-0.
Después comenzó la Gira Asiática en el Torneo de Tokio en su natal Japón, se retiró en la segunda ronda en su duelo contra Joao Sousa cuando iba ganando por 4-3 en el primer set. Debido a eso se bajó del Masters de Shanghái, pero aun así el día 12 de octubre, se confirmó su clasificación al Masters de Londres 2016 como el quinto clasificado.
Comienza la gira indoor en Basilea, se clasifica para la final al vencer por primera vez al argentino Juan Martín del Potro por 7-5, 6-4 en cuartos de final y a Gilles Müller por 4-6, 7-6(3), 6-3 en un magnífico partido en dos horas 18 minutos por las semifinales. Pierde la final contra el croata Marin Čilić por 6-1 y 7-6(5) en una hora 37 minutos. Luego pierde en octavos de final contra el francés Jo-Wilfried Tsonga por 0-6, 6-3 y 7-6(3) en el Masters de París, después de un primer set establecido en 22 minutos, habiendo servido para el partido con 5-3 en el tercero y perdiendo dos match después de dos horas de juego, previo a esto llegó a las 300 victorias tras vencer a Viktor Troicki.
Ya en el ATP World Tour Finals quedó situado en el Grupo John McEnroe, con el británico Andy Murray, el suizo Stan Wawrinka y el croata Marin Čilić. Ganó su primer partido fácilmente por 6-2 y 6-3 contra el suizo Wawrinka, superando a su primer top 3 en esta categoría de torneo, luego perdió su segundo encuentro contra Murray por 6-7(9) y doble 6-4 en un fantástico y épico partido de suspenso, así como de intensidad, que duró 3 horas 20 minutos, convirtiéndose en el segundo partido más largo en la historia del Masters. En su último encuentro y después de primer set fácilmente ganado, perdió los siguientes dos (6-3, 2-6, 3-6) en una hora 53 minutos contra Cilic, pero aun así se clasificó a las semifinales después de haber ganado un solo partido. Sin embargo fue barrido por el número 2 del mundo Novak Djokovic, en poco más de una hora de juego por doble 6-1, acusando el desgaste de sus partido anteriores.
Terminó su temporada con un título, una semifinal de Grand Slam, dos finales de Masters 1000 y terminó quinto a nivel mundial.

### 2017: Lesión en la muñeca y salida del Top 20

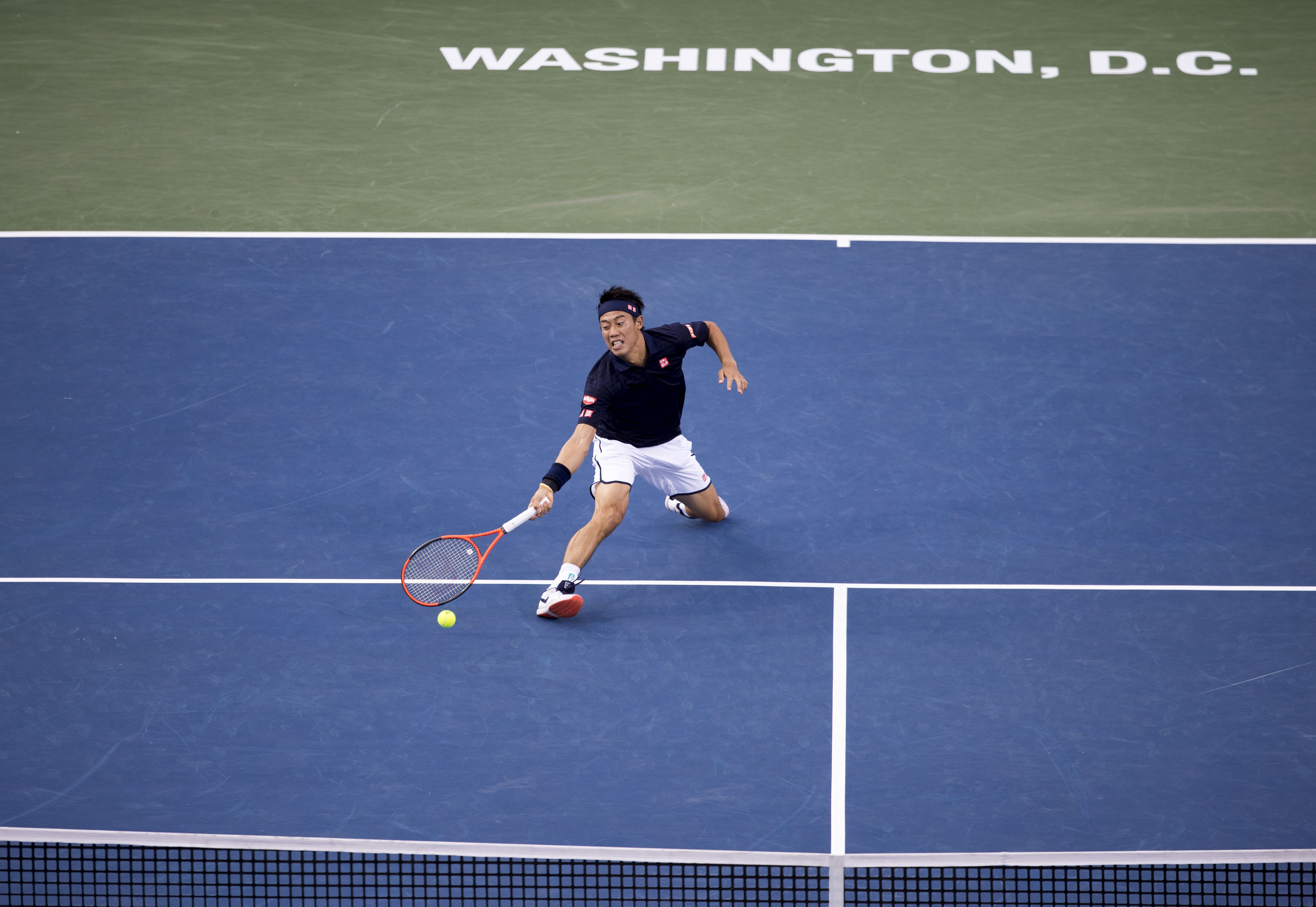
Nishikori en 2017

Nishikori comenzó el año en Brisbane como cabeza de serie número 3, supera al clasificado Jared Donaldson en tres sets, después elimina a Jordan Thompson por doble 6-1. En semifinales vuelve a vencer al suizo y 4 del mundo Stan Wawrinka por 7-6(7-3) y 6-3 para llegar a su primera final en Australia. Ahí perdió contra el 17 del mundo Grigor Dimitrov por 2-6, 6-2 y 3-6 en 1 hora 48 minutos, después de pedir tiempo médico al final del segundo set, y eso solo fue su sombra, lejos del nivel demostrado el día anterior. Unos días más tarde comienza el Abierto de Australia, el primer Grand Slam de la temporada. En su primer partido derrota a Andrey Kuznetsov por 5-7, 6-1, 6-4, (6-8)6-7, 6-2 en un partido muy disputado, superaría con facilidad a sus dos siguientes rivales, Jeremy Chardy (6-3, 6-4, 6-3) y Lukáš Lacko (6-4, 6-4, 6-4) en sets corridos para avanzar a la segunda semana. En octavos de final, se enfrenta al suizo Roger Federer (17 del mundo), quien regresaba al circuito después de seis meses de descanso. En un partido de suspenso y maratónico, acaba perdiendo por 7-6(7-4), 4-6, 1-6, 6-4 y 3-6 en 3 horas 23 minutos.
Volvió a mediados de febrero para jugar el Torneo de Buenos Aires en Argentina sobre polvo de ladrillo, siendo cabeza de serie número 1, llega a la final tras eliminar sucesivamente a Diego Schwartzman (5-7, 6-2, 6-2), Joao Sousa (6-1, 6-4) y Carlos Berlocq (4-6, 6-4, 6-3) en casi tres horas. Donde caería ante el 66 mundial Alexandr Dolgopolov por 7-64 y 6-4 en 1 hora 40 minutos jugando aún gran nivel durante esta semana, sufriendo además su sexta final perdida consecutiva. Esto fue seguido con una segunda derrota consecutiva en Río de Janeiro, en la primera ronda ante el local Thomaz Bellucci por 6-4, 6-3 en 1 hora 20 minutos.
Para la gira estadounidense de cemento en marzo, en el Masters de Indian Wells. Alcanza los cuartos de final al vencer a Daniel Evans (6-3, 6-4), Gilles Müller (6-2, 6-3) y Donald Young (6-2, 6-4) sin perder set, pero perdió contra el 18 del mundo Jack Sock por 3-6, 6-3, 2-6 en 1 hora y 48 minutos. En Miami, apenas alcanza los cuartos de final al vencer a Kevin Anderson (6-4, 6-3), Fernando Verdasco (7-6(7-2), (5-7)6-7, 6-1) mencionar que el español tuvo 10 bolas de partido para cerrar el encuentro y al argentino Federico Delbonis (6-3, 4-6, 6-3) llegando con molestias en su muñeca. Fue derrotado por 6-4, 6-2 en tan solo una hora contra el 40 del mundo Fabio Fognini en cuartos debido a su lesión. Todavía con molestias en su muñeca derecha renuncia a jugar el ATP 500 de Barcelona.
Comienza la gira de tierra batida europea en el Masters de Madrid. Tras vencer a Diego Schwartzman (1-6, 6-0, 6-4) y David Ferrer (6-4, 6-3), se retira en cuartos de final antes de jugar contra Novak Djokovic por molestias en su muñeca derecha. Luego en Roma, es mejor nuevamente que David Ferrer por 7-5 y 6-2 en segunda ronda, antes de ser derrotado por Juan Martín del Potro por (4-7)6-7, 3-6. Tras ser eliminado prematuramente, acepta un will card para jugar en Ginebra para recuperar el ritmo y la confianza. Vence a Mijaíl Kukushkin y Kevin Anderson, antes de caer en semifinales contra Mischa Zverev por 4-6, 6-3, 3-6.
Llega a Roland Garros sin mucha confianza. Se impone con dificultad durante su primeras partido contra Thanasi Kokkinakis ganando por 4-6, 6-1 y doble 6-4, luego vence a Jeremy Chardy por 6-3, 6-0, 7-6(7-5). En la tercera ronda, se enfrenta al surcoreano Hyeon Chung ganando con muchas dificultades por 7-5, 6-4, (4-7)6-7, 0-6, 6-4 durante casi cuatro horas (después de una interrupción debido a la noche el día antes y el encuentro termina con una doble falta). Después de un comienzo lento, sufriendo un rosco contra Fernando Verdasco, levanta su juego y gana en más de 2 horas 35 minutos por 0-6, 6-4, 6-4, 6-0 para clasificarse a los cuartos de final como en 2015, donde perdería en los cuartos contra el N.º 1 del mundo, Andy Murray por 6-2, 1-6, 06-7 y 1-6 después de ganar el primero con bastante facilidades, decae en el segundo y resiste en el tercero, antes de dejarlo ir. Jugando a un nivel irregular, entre buenos y malos errores.
Logra una temporada normal en el césped, es derrotado en segunda ronda en Halle por Karén Jachánov (2-3 retiró) y en la tercera ronda de Wimbledon contra Roberto Bautista por 6-4, 7-6, 3-6 y 6-3.

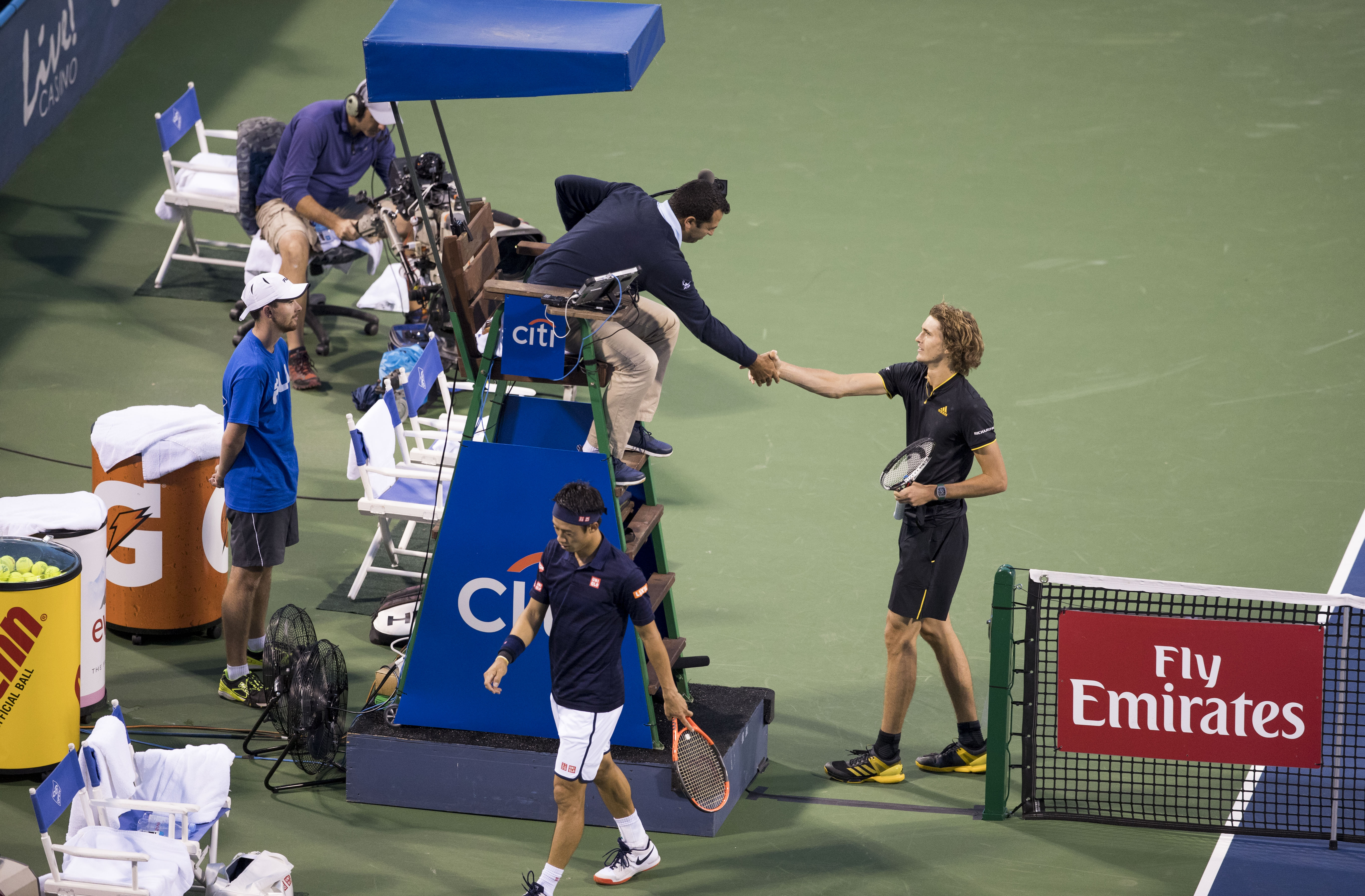
Kei Nishikori tras perder su partido contra Alexander Zverev en el Torneo de Washington 2017, el que sería su penúltimo encuentro de la temporada

Para la Gira por Estados Unidos, comienza en Washington donde llega a semifinales tras vencer a Donald Young (6-3, 4-6, 7-6), Juan Martín del Potro (6-4, 7-5) y Tommy Paul (3-6, 7-6, 6-4), finalmente cae ante el futuro ganador Alexander Zverev por 6-3, 6-4. Luego perdió en la primera ronda del Masters 1000 de Canadá contra Gael Monfils en un juego apretado por 7-6(7-4), 5-7 y (6-8)6-7, tras tener cuatro bolas de partido. Este sería su último partido de 2017 tras lesionarse la muñeca entrenando de cara al Masters de Cincinnati y análisis posteriores revelaron un desgarro en uno de los tendones. Terminó su año sin un título, el primero desde 2011.
Como resultado de esto, tras el Masters de París 2017 cayó al número 22 mundial, su clasificación más baja desde enero de 2012 y saliendo por primera vez del Top 20 desde marzo de 2014.

### 2018: Regreso al circuito tras lesión de muñeca y Top 10

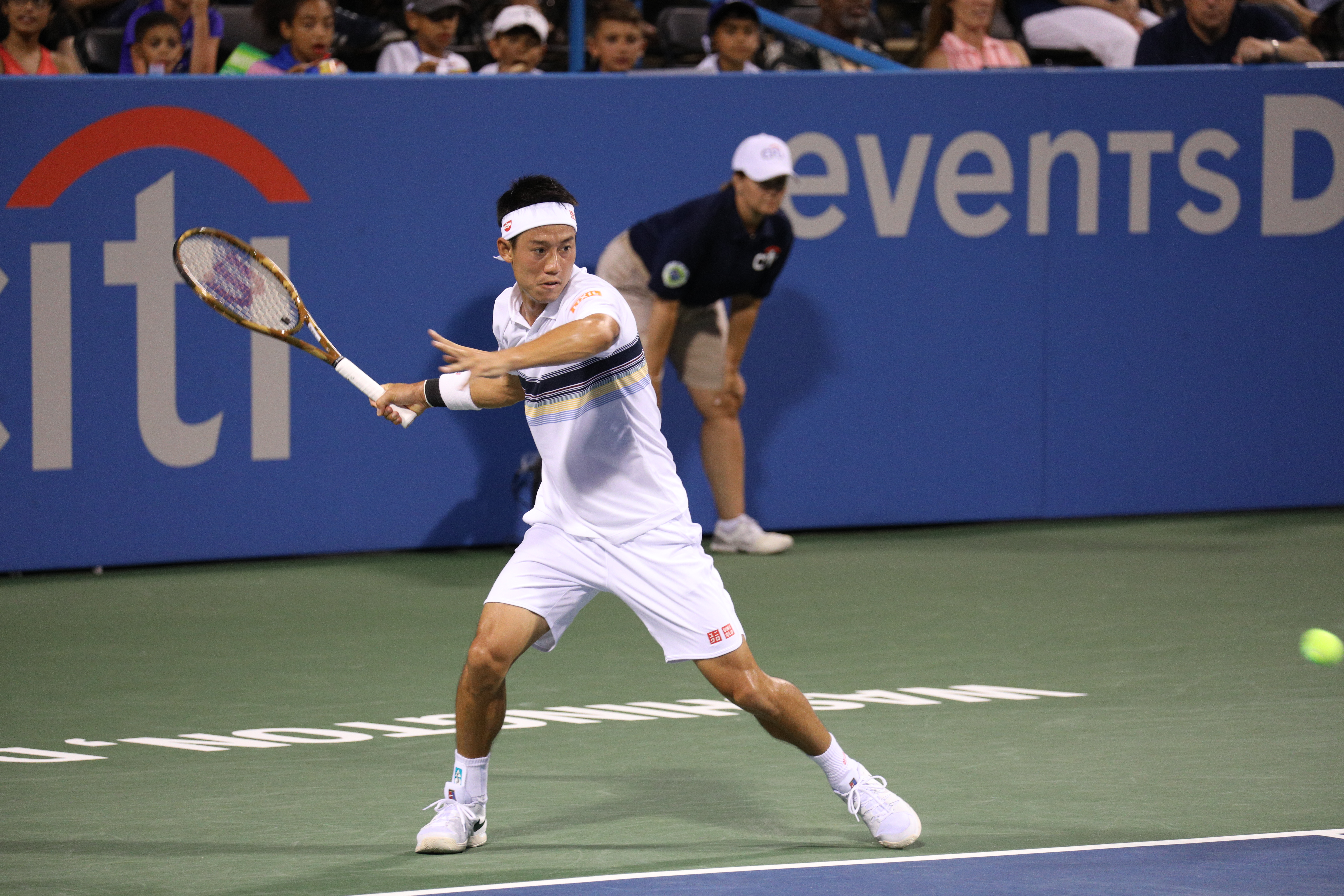
Nishikori en 2018

Nishikori regresó después de 5 meses por lesiones y comenzó su temporada 2018 en el Circuito Challenger en enero, después de bajarse del Abierto de Australia. Regresó en el Challenger de Newport perdió en la primera ronda contra el clasificado estadounidense Dennis Novikov. Suficientemente recuperado de su lesión en la muñeca, se encuentra con su nivel en la pista, después de seis meses inactivo (agosto de 2017). Gana el Challenger de Dallas derrotando a Mackenzie McDonald por 6-1, 6-4. Regresa al circuito profesional en el ATP 250 de Nueva York. Elimina sucesivamente a Noah Rubin, Yevgueni Donskoi y Radu Albot sin ceder sets para llegar a semifinales, donde cae por 1-6, 6-3 y (4-7)6-7 contra el futuro ganador y 11° del mundo Kevin Anderson en 2 horas 11 minutos de juego, después de un primer set perdido demasiado rápido, da buena pelea hasta el tercer set. Después jugó el Torneo de Acapulco y perdió contra Denis Shapovalov en la primera ronda.
En un intento por intentar recuperar su aptitud física, Nishikori ingresó al Masters de Montecarlo por primera vez desde 2012, torneo donde nunca antes había pasado la tercera ronda. Comienza desde la primera ronda y vence al cabeza de serie número 12, Tomáš Berdych por 4-6, 6-2 y 6-1, su primer triunfo sobre un Top 20 desde enero de 2017. Luego vence a Daniil Medvédev (7-5, 6-2) y al clasificado Andreas Seppi (6-0, 2-6, 6-3) para llegar a los cuartos de final. Vence en un gran partido al número 3 del mundo Marin Čilić por 6-4, (1-7)6-7 y 6-3 en casi tres horas de juego para llegar a semifinales donde vence al 4 del mundo Alexander Zverev por 3-6, 6-3 y 6-4 en 2 horas 13 minutos para llegar a su cuarta final de Masters 1000, la primera desde Toronto 2016. Perdió 3-6 y 2-6 contra el dueño de Montecarlo y número 1 del mundo Rafael Nadal después de 1 hora y 33 minutos de juego, acusando el desgaste de su buena semana además del buen juego del español. Desafortunadamente, se convirtió así en el jugador activo con más finales de Masters 1000 sin título. Después de dos eliminaciones tempranas en Barcelona y Madrid, llega a cuartos de final en Roma superando a Feliciano López (7-65, 6-4), Grigor Dimitrov (46-7, 7-5, 6-4) en otro partido maratónico y al alemán Philipp Kohlschreiber por 6-1 y 6-2, antes de ser eliminado por el cabeza de serie número 11 Novak Djokovic por 6-2, 1-6 y 3-6 después de 2 horas 21 minutos. Luego juega en Roland Garros y se clasifica a octavos de final tras superar a los franceses Maxime Janvier, Benoît Paire en cinco sets y a Gilles Simón. Cae en 2 horas y 28 minutos contra el número 7 del mundo y eventual finalista Dominic Thiem por 2-6, 0-6, 7-5 y 4-6.
En el período previo a Wimbledon, Nishikori perdió ante Karén Jachánov en la segunda ronda en Halle por doble 6-2. Llega a Wimbledon con continuas lesiones, las expectativas eran bajas para que Nishikori hiciera un gran torneo. Venció a Christian Harrison y Bernard Tomic antes de derrotar a Nick Kyrgios en la tercera ronda. En la 4.ª ronda, a pesar de tener un poco de dolor en el codo, Nishikori batió a Ernests Gulbis por 4-6, 7-65, 7-610 y 6-1, llegando a los cuartos de final de Wimbledon por primera vez. Por lo tanto, logra llegar a los cuartos de final en cada torneo de Grand Slam. En los cuartos de final, perdió ante el eventual campeón Novak Djokovic por 3-6, 6-3, 2-6 y 2-6 en dos horas 35 minutos.

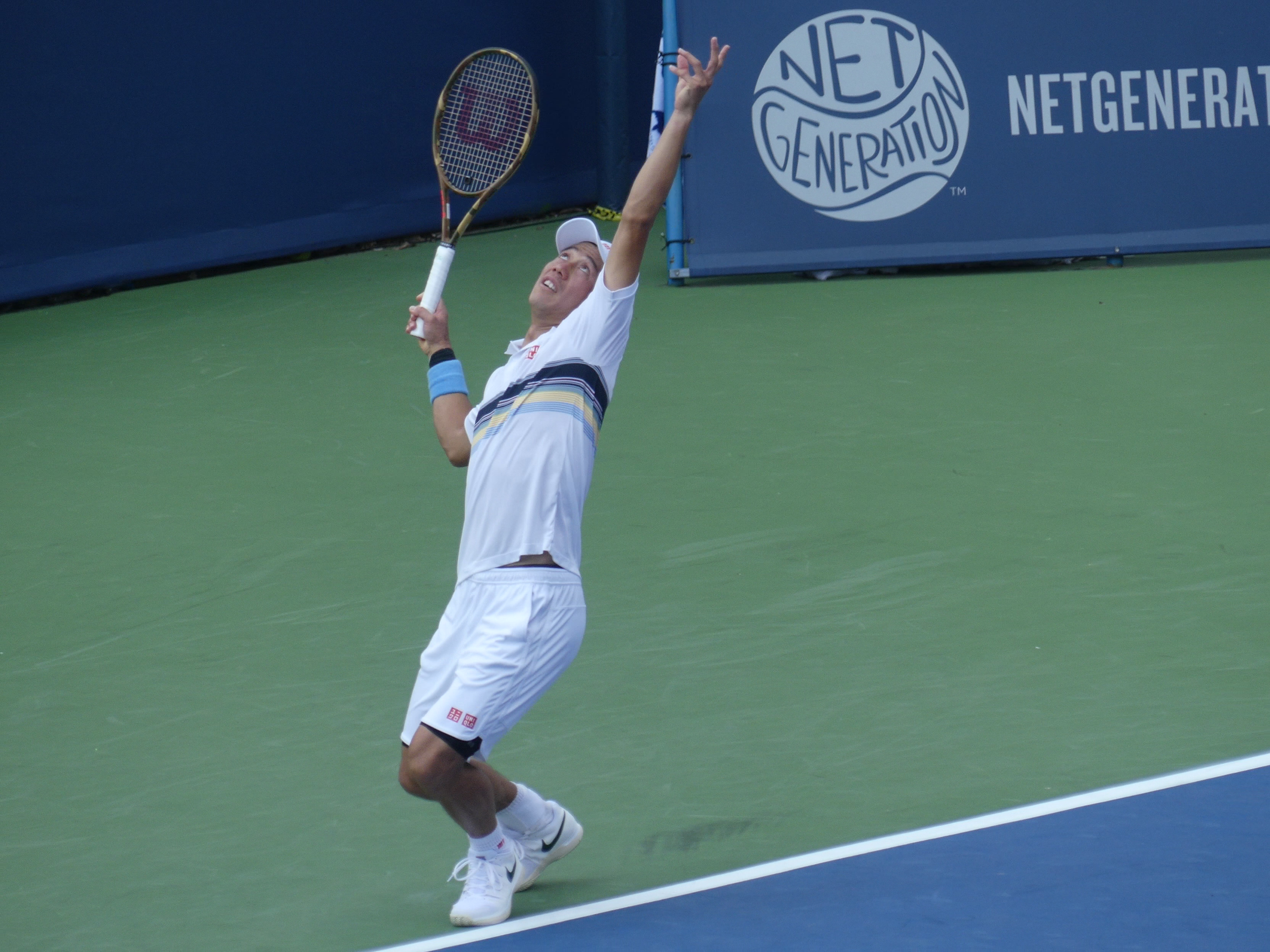
Nishikori sirviendo en el Masters de Cincinnati 2018.

En agosto comenzó su gira por canchas de cemento estadounidense en Washington, donde llegó a cuartos de final tras una victoria sobre Denis Shapovalov (7-61 6-3), pero cae contra el futuro ganador y número 3 mundial Alexander Zverev por 3-6, 6-1, 6-4 en una hora 45 minutos. Llega al US Open como cabeza de serie 21, derrotó a Maximilian Marterer en sets corridos en la primera ronda, vence a Gaël Monfils en la segunda. Monfils se vio obligado a retirarse en el segundo set después de sufrir una lesión en la muñeca durante el partido. Nishikori luego derrotó al 13° cabeza de serie Diego Schwartzman por doble 6-4, 5-7, 6-1 y a Philipp Kohlschreiber 6-3, 6-2 y 7-5 en 2 horas 16 minutos para alcanzar su tercer cuarto de final en el US Open. Allí, se enfrentó a Marin Čilić en una revancha de la final de 2014. Dejó caer el primer set 2-6, pero logró una victoria cerrada de cinco sets por 2-6, 6-4, 7-65 4-6, 6-4 después de cuatro horas de juego, para avanzar a las semifinales, perdiendo ante Novak Djokovic en sets corridos, por 6-3, 6-4, 6-2 en 2 horas 23 minutos sin ser capaz de hacerle daño al serbio. Gracias a su gran torneo, Nishikori escaló siete lugares en el Ranking ATP para ser el 12 del mundo y 10° en la Carrera a Londres.
En el Torneo de Metz, llega a las semifinales pero pierde 6-2, 4-6 y 5-7 contra el clasificado Matthias Bachinger. Comienza la Gira Asiática con el Torneo de Tokio, derrotó a Yuichi Sugita, Benoît Paire, Stefanos Tsitsipas y al francés Richard Gasquet en sets corridos para llegar a la final. Ahí pierde por un contundente 6-2 y 6-4 contra el joven ruso Daniil Medvédev. Luego, en el Masters de Shanghái cayó en cuartos de final contra el número dos del mundo Roger Federer por 6-4 y 7-6(4).
Comenzó la gira indoor (bajo techo) en Viena donde hace una gran semana, en primera ronda vence a Frances Tiafoe en un duro partido por 7-6(3), 5-7, 6-2. En la segunda ronda vence al peligroso jugador Karén Jachánov por doble 6-2 en cuartos de final derrota al principal cabeza de serie Dominic Thiem por 6-3 y 6-1. En semifinales vence a Mijaíl Kukushkin por 6-4 y 6-3 para llegar a otra final jugando un gran nivel. Ya en la final se enfrentó al número 8 del mundo Kevin Anderson y pierde por 6-3, 7-6(3), siendo derrotado por novena vez consecutiva en una final, su último título se remonta a 2016. Luego, en el Masters de París llega a los cuartos de final. Después de vencer a Adrian Mannarino (7-5, 6-4) y Kevin Anderson (6-4, 6-4) en sets corridos, en este último encuentro ante el sudafricano certificó su clasificación para el Nitto ATP Finals, antes de caer nuevamente contra el suizo Roger Federer por doble 6-4.
En el ATP World Tour Finals quedó ubicado en el Grupo Lleyton Hewitt con el número 3 del mundo Roger Federer, el número 6 del mundo Kevin Anderson y el número ocho del mundo Dominic Thiem. En su primer partido da el batacazo de la primera jornada derrotando a Federer por 7-6(4) y 6-3 en una hora 27 minutos, pero después pierde sus dos siguientes partido de round robin contra Anderson (0-6, 1-6) en solo una hora y Thiem (1-6, 4-6) en 1h24m. Quedando eliminado en fase de grupos.
Terminó su temporada en el noveno lugar mundial, en un progreso marcado en comparación con la temporada anterior.

### 2019: 400 victorias como profesional
Comenzó su temporada 2019 en Brisbane, donde fue segundo cabeza de serie. Derrotó a Denis Kudla, Grigor Dimitrov, y a Jérémy Chardy para llegar a la final, donde derrotó al cuarto favorito Daniil Medvédev en tres sets por 6-4, 3-6, 6-2 en dos horas de juego para ganar el título y vengarse del ruso tras lo ocurrido en Tokio. Esta fue su primera victoria en un torneo desde febrero de 2016 y rompió su racha de nueve derrotas finales consecutivas.
En el Abierto de Australia, tiene grandes dificultades para pasar sus dos primeras rondas. Debuta contra Kamil Majchrzak, y en un partido bastante raro donde Majchrzak ganó los dos primeros sets en solo 90 minutos, antes de comenzar a sufrir calambres. Nishikori después ganó 15 de los siguientes 17 juegos, antes de que Majchrzak se retirara perdiendo 3-0 en el quinto set. En la segunda ronda, se enfrentó a Ivo Karlović, contra quien ganó los dos primeros sets antes de perder el tercero y el cuarto. El quinto set lo término ganando Nishikori por un resultado de 6-3, 7-6(6), 5-7, 5-7 y 7-6(7) en un partido de tres horas y 48 minutos, habiendo sufrido 59 aces. Luego vence en sets corridos a João Sousa para alcanzar los octavos de final. Allí se enfrentó al 23° cabeza de serie Pablo Carreño, perdió los dos primeros sets antes de realizar una gran remontada, ganando el tercero y cuarto y liderando el quinto set gran parte del partido, donde perdió hasta un punto crucial en el 8-5, en el que Carreño Busta reclamó una llamada tardía incorrecta. El árbitro le otorgó el punto a Nishikori, quien procedió a ganar el partido por 6-7(8), 4-6, 7-6(4), 6-4 y 7-6(8) en 5 horas y 6 minutos. Por lo tanto, avanzó a su 4° cuartos de final en el Abierto de Australia, donde se retiró en el segundo set contra Novak Djokovic después de solo 52 minutos.
En febrero, regresó a la competencia en Róterdam como principal cabeza de serie. En primera ronda derrotó al francés Pierre-Hugues Herbert en tres mangas, finalista reciente del Torneo de Montpellier 2019, luego clasificó a semifinales eliminando a Ernests Gulbis y Márton Fucsovics. Allí perdió 2-6, 6-4, 4-6 en 2 horas y 13 minutos perdiendo contra el suizo Stanislas Wawrinka quedando a las puertas de la final. Luego en el Torneo de Dubái, nuevamente fue principal cabeza de serie perdiendo sorpresivamente en la segunda ronda contra el joven y prometedor polaco Hubert Hurkacz por 5-7, 7-5, 2-6.
En Indian Wells, fue el sexto cabeza de serie, perdiendo nuevamente contra Hubert Hurkacz en segunda ronda. En el Masters de Miami perdió en segunda ronda contra Dušan Lajović.
En el Masters de Montecarlo, Nishikori defendía final, pero perdió ante Pierre-Hugues Herbert en la segunda ronda. En el Torneo Conde de Godó fue cuarto cabeza de serie, llegando a semifinales tras derrotar a Taylor Fritz, Félix Auger-Aliassime y Roberto Carballés Baena, allí fue derrotado por Daniil Medvédev por 4-6, 6-3 y 5-7. En el Masters de Madrid, derrotando al jugador proveniente de la fase de clasificación Hugo Dellien doble 7-5 en segunda ronda, en tercera ronda fue derrotado por Stan Wawrinka. En Roma, entró como sexto cabeza de serie, derrotando a Taylor Fritz y Jan-Lennard Struff antes de perder contra Diego Schwartzman en los cuartos de final.

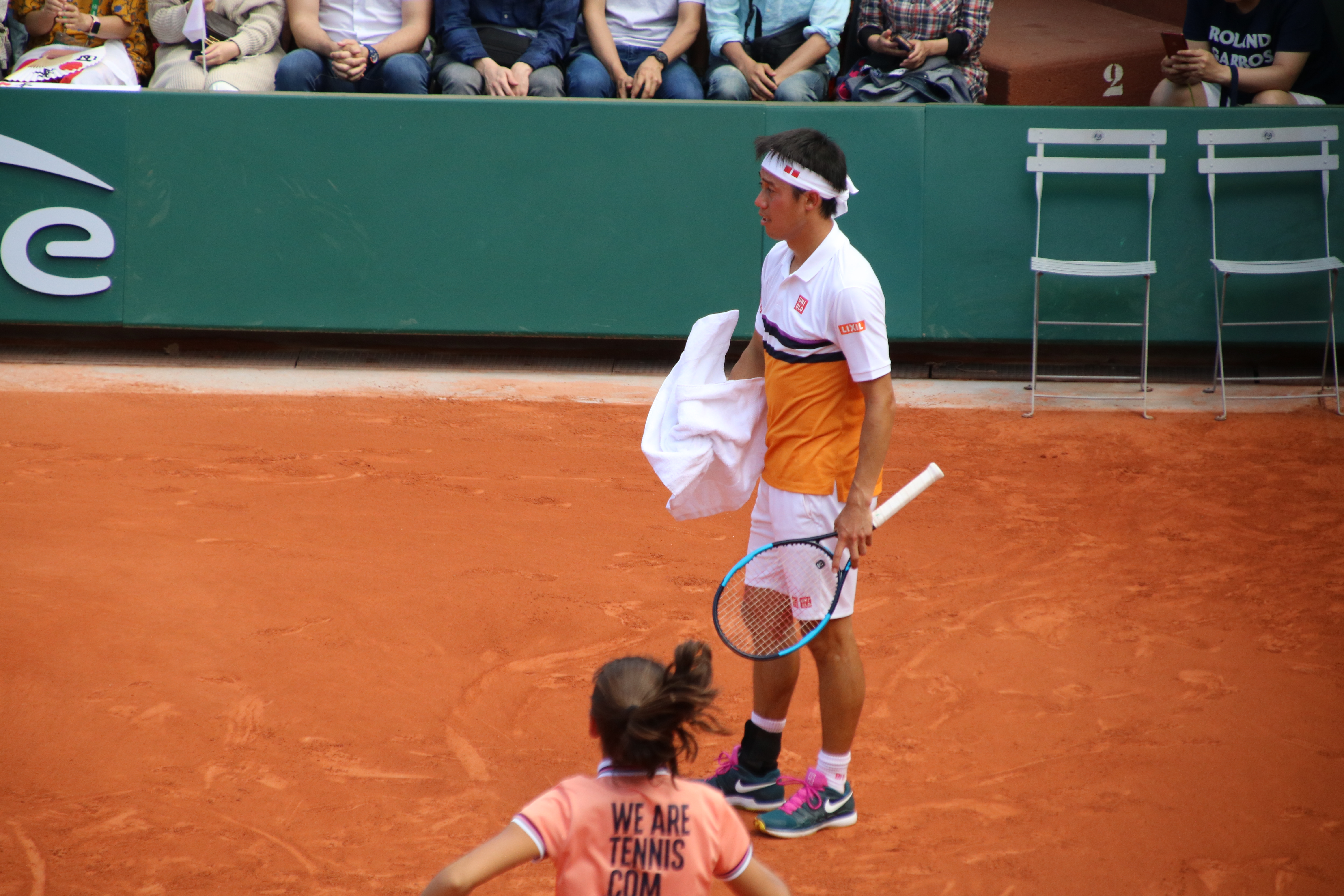
Kei Nishikori durante Roland Garros 2019.

En las dos primeras rondas de Roland Garros derrotó a los locales Quentin Halys y Jo-Wilfried Tsonga antes de derrotar a Laslo Djere y Benoît Paire en partidos ajustados a cinco sets en la tercera y cuarta ronda, respectivamente. En los cuartos de final, fue derrotado en sets corridos por el campeón defensor Rafael Nadal, quien defendió su título.
En Wimbledon, fue octavo cabeza de serie. Llegó a la cuarta ronda sin perder un set, derrotando a Thiago Monteiro, Cameron Norrie, y Steve Johnson. Perdió un set contra Mijaíl Kukushkin en la cuarta ronda, pero ganó el partido en cuatro, llegando a los cuartos de final en Wimbledon por segundo año consecutivo. Siendo derrotado por Roger Federer en cuatro sets por 6-4, 1-6, 4-6 y 4-6.

## Representación nacional

### Copa Davis
Nishikori hizo su debut en la Copa Davis para Japón en abril de 2008 por las semifinales del Grupo Asia/Oceanía I contra India en Nueva Delhi. Tenía 18 años y 104 días, convirtiéndose en el jugador más joven en jugar por Japón. Debutó en los sencillos del primer día, perdiendo contra Rohan Bopanna en cinco sets. Luego derrotó a Mahesh Bhupathi con la serie cerrada para registrar su primera victoria en la Copa Davis. Hasta la fecha, Nishikori ha compilado un récord de 19-3 victorias/derrotas (17-3 en singles y 2-0 en dobles).
En la primera ronda de la Copa Davis 2014 en Tokio, Japón derrotó a Canadá por 4-1, y Nishikori logró tres victorias en sus 3 partidos. Derrotó a Peter Polansky y Frank Dancevic en los individuales, y se unió a Yasutaka Uchiyama para vencer a Dancevic y Daniel Nestor en dobles, de esta forma Japón avanzó a los cuartos de final del Grupo Mundial por primera vez, pero Nishikori se perdió los cuartos de final contra República Checa debido a una lesión en la ingle izquierda.

### Juegos Olímpicos

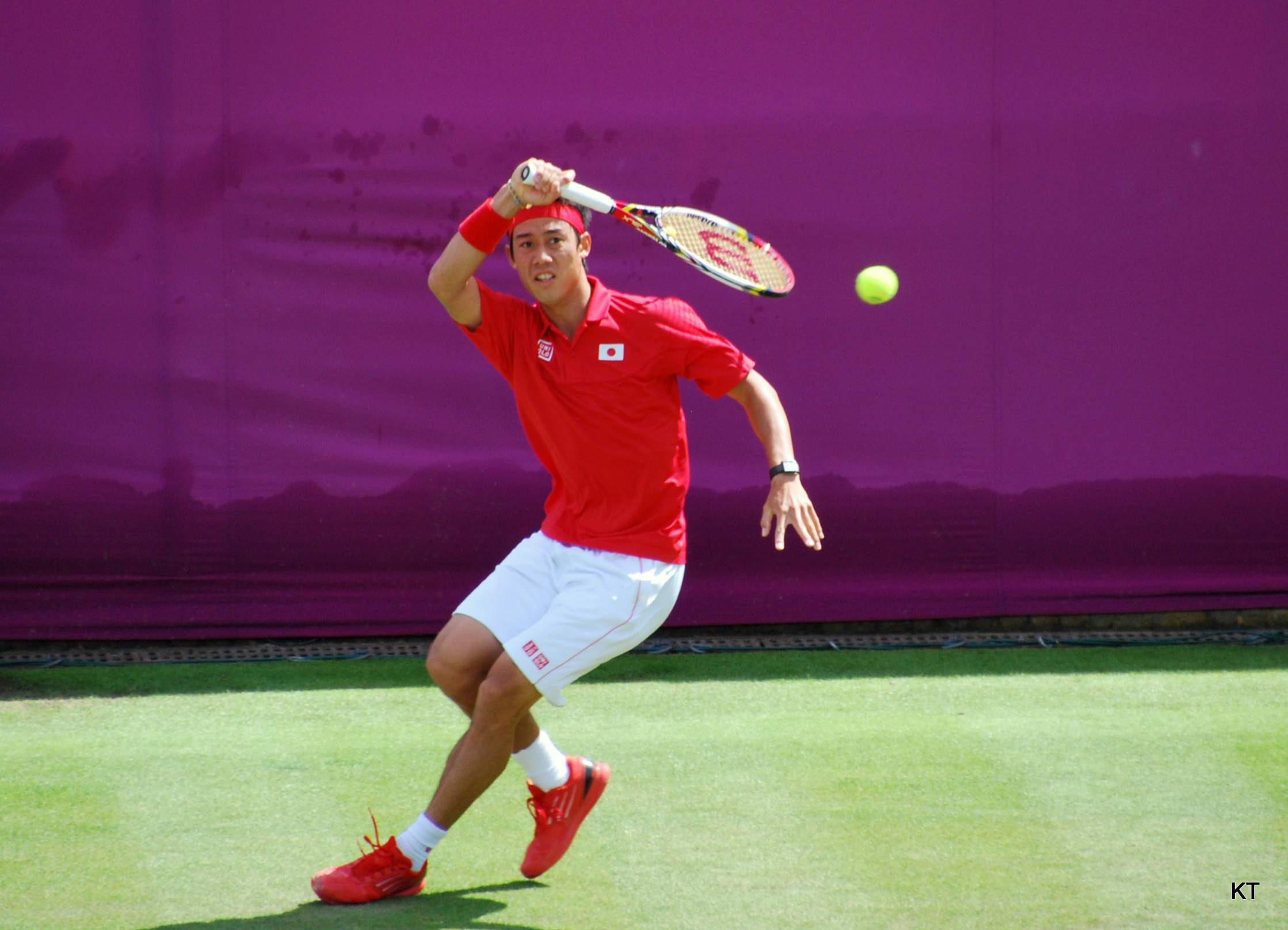
Nishikori en los Juegos Olímpicos de Londres 2012.

Nishikori representó a Japón en sus primeros Juegos Olímpicos en Beijing 2008. Compitió en la competencia de individuales. Allí perdió en primera ronda frente a Rainer Schüttler de Alemania en tres sets.
En los Juegos Olímpicos de Londres 2012, Nishikori compitió en las competiciones de individuales y dobles, asociándose Go Soeda. En los sencillos, siendo cabeza de serie 15, llegó a los cuartos de final, eliminando a Bernard Tomic, Nikolai Davydenko, y al cuarto cabeza de serie David Ferrer en el camino. Se convirtió en el primer hombre japonés en llegar a los cuartos de final desde Takeichi Harada en los Juegos Olímpicos de París de 1924. Sin embargo, su carrera terminó por octavo cabeza de serie Juan Martín del Potro de Argentina. En los dobles, Nishikori y Soeda fueron eliminados en la primera ronda por los campeones defensores de Suiza Roger Federer y Stan Wawrinka.
Recién salido de final en Toronto, Nishikori representó a Japón en los Juegos Olímpicos de Río 2016, donde fue cabeza de serie 4º. En la semifinal perdió ante Andy Murray y se enfrentó a Rafael Nadal por el partido por la medalla de bronce que ganó en 3 sets apretados. Fue la primera medalla en tenis para Japón en 96 años.

## Estilo de juego

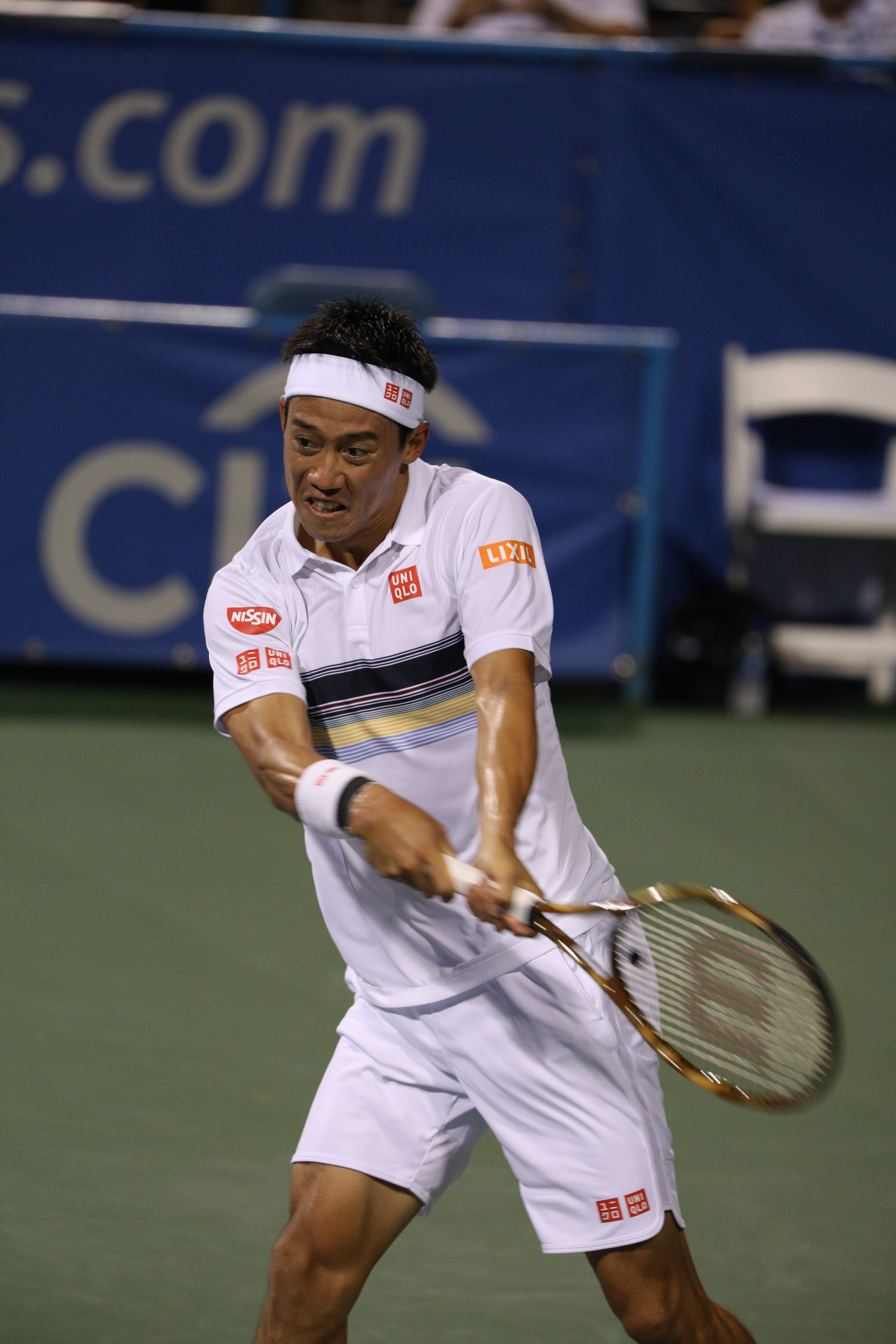
Nishikori preparándose para golpear de revés, uno de sus mejores golpes

Con golpes sólidos y consistentes en ambas bandas, Nishikori juega más cómodamente en la línea de base, utilizando golpes de fondo dominantes para empujar a sus oponentes y hacer tiros ganadores, conocido por su velocidad y juego de pies alrededor de la cancha. Puede generar mucho ritmo, especialmente en su revés plano, mientras que su derecha occidental es precisa y consistente. Sin embargo, también tiene la capacidad de jugar a la defensiva y golpear constantemente para agotar a sus oponentes. Debido a esto, muchas personas han comentado que él tiene la capacidad ofensiva de Fernando González o las habilidades defensivas de Novak Djokovic. Muchas críticas y otros jugadores dicen que el revés a dos manos de Nishikori es uno de los mejores del circuito, a la par con el de Djokovic y Murray. Bajo el entrenamiento de Michael Chang, Nishikori ha adquirido el hábito de tomar bolas antes sin comprometer la consistencia, que recuerda a Andre Agassi, lo que le permite quitarle tiempo a sus oponentes. Nishikori tiene un estilo un poco inusual de golpear golpes de fondo en ambas pintas, enrollar la raqueta con un backswing corto pero compacto, y golpear la pelota justo en su punto máximo. Esto hace que sus golpes de fondo sean potentes, precisos e impredecibles debido al retraso en el retroceso, aunque carecen de poder de penetración, aun así, le permiten descolocar al rival y posicionarse siempre en una posición favorable.
También ha sido elogiado por su devolución de servicios, que ejecuta bien debido a su capacidad para tomarlos rápidamente. Se sabe que golpea a los ganadores tras el retorno de los servicios con golpes de fondo fuertes y precisos.
Aunque su servicio no es excepcionalmente fuerte, es lo suficientemente consistente como para evitar que los oponentes ganen puntos fácilmente y además es poco productivo en voleas y un saque eminentemente inconsistente (lo que resalta aún más su ya de por sí loable juego de fondo de cancha). Tiene un primer servicio fijo que puede alcanzar velocidades de hasta 125 mph y emplea un segundo servicio topspin.

## Rivalidades

### Nishikori vs Wawrinka
Se han enfrentado 9 veces, con Nishikori perdiendo por 4–5. Wawrinka ganó sus dos primeros encuentros en 2012, en la tercera ronda del Masters de Cincinnati y en los cuartos de final de Buenos Aires, respectivamente. Nishikori logró su primera victoria contra Wawrinka en los cuartos de final del US Open 2014 en un emocionante partido de cinco sets, Nishikori más tarde se convirtió en el eventual subcampeón del torneo.
Se enfrentaron en otros cuartos de final de Grand Slam, esta vez en el Abierto de Australia 2015. Wawrinka venció a Nishikori en sets corridos.
Se enfrentaron 3 veces en 2016. Nishikori ganó 2 de sus 3 enfrentamientos en 2016. Ambos se clasificaron para el ATP World Tour Finals 2016 y quedaron en el mismo grupo. Nishikori derrotó a Wawrinka por un contundente 6-2 y 6-3.
Wawrinka ganó su enfrentamiento más reciente en el Masters de Cincinnati 2018.

### Nishikori vs Raonic
Nishikori y Milos Raonic se han enfrentado 7 veces, con Nishikori liderando el Head to Head 5-2. Se enfrentaron una vez en 2012, 4 veces en 2014 y dos veces durante la temporada 2015. Su primer encuentro fue la final del Torneo de Tokio 2012, el cual Nishikori ganó en 3 sets. Su primer encuentro en 2014 fue en el Masters de Madrid con Nishikori ganando en dos sets por doble 7-6. En la 4R de Wimbledon 2014, Raonic logró su primera victoria contra Nishikori y lo derrotó en cuatro sets para avanzar a los cuartos de final. Se volvieron a encontrar en la 4R del US Open en un partido de cinco sets Nishikori se terminó llevando el triunfo por 6-4 en el quinto en un partido que duró 4 horas y 19 minutos. Tuvieron una revancha de su final de 2012 en la final de Tokio 2014 donde Nishikori ganó de nuevo en 3 sets.
En 2015, se enfrentaron por primera vez en Brisbane y Raonic prevaleció en 3 tiebreaks. Esto fue seguido más tarde en el mismo año en la Copa Davis, donde Nishikori ganó en otra epopeya de cinco sets para mantener vivas las esperanzas de Japón por un lugar en los cuartos de final con el marcador empatado nuevamente 2-2.

### Nishikori vs Ferrer
Nishikori y David Ferrer se enfrentaron 14 veces, con Nishikori liderando 10–4. Se enfrentaron por primera vez en el US Open 2008 con Nishikori registrando su primera victoria sobre un jugador top-10, superando a David Ferrer en un titánico partido de cinco sets con solo 18 años. Luego se volvieron a ver las caras de 2011 a 2013, con Ferrer ganando 3 veces en sets corridos y Nishikori ganando solo una vez en los Juegos Olímpicos de 2012 en tres sets. Sin embargo, en 2014, Nishikori demostró que su negativo 2–3 contra Ferrer fue solo el comienzo y venció al español en cada uno de sus 4 encuentros durante 2014. Se encontraron por primera vez en 2014 en el Masters de Miami con Nishikori venciendo a Ferrer en 3 apretados después de salvar 4 puntos de partido para avanzar a CF. Luego tuvieron un épico encuentro en el Masters de Madrid con Nishikori venciendo a Ferrer nuevamente en 3 sets para avanzar por primera vez a una final de un Masters 1000 en su carrera. Sus siguientes 2 encuentros fueron en el Masters de París y en el ATP World Tour Finals, donde el nipón nuevamente se impuso al español en 3 sets.
En 2015, Ferrer tuvo un notable comienzo de temporada, pero fue derrotado en el Abierto de Australia por Nishikori en una victoria categórica por triple 6-3. Sin embargo, Ferrer terminó su racha de 6 derrotas consecutivas contra Nishikori en el Abierto Mexicano Telcel, donde venció a Nishikori en la final en sets corridos. En los cuartos de final del Masters de Madrid 2015, Nishikori se vengó y lo derrotó en sets corridos por 6-4 y 6-2.

### Nishikori vs Cilic
Nishikori y Marin Čilić se han enfrentado en 16 ocasiones, con saldo positivo para Nishikori 10–6. Cilic ganó su primer partido en el circuito en 2008 en Indian Wells, superando a Nishikori en sets corridos en la primera ronda. En 2010, Nishikori se vengó de esa derrota en el US Open, superando a Cilic en un duro encuentro de cinco sets de cinco sets que duró casi cinco horas. En 2011, se encontraron en el Abierto de Chennai, donde Nishikori venció a Cilic en tres sets. En 2012, se encontraron en el US Open nuevamente, donde Cilic vengó su última derrota del US Open contra Nishikori al vencerlo en cuatro sets para avanzar a la 4R. En 2013, se enfrentaron en el Torneo de Memphis donde Nishikori lo derrotó en sets corridos para avanzar a semifinales y luego ganar el título.
En 2014, su rivalidad subió un nivel con 3 enfrentamientos. Se enfrentaron por primera vez en el 2014 en Brisbane, donde Nishikori lo derrotó en tres sets para acceder a la semifinal. Se volvieron a encontrar en las canchas de tierra batida del Torneo Conde de Godó, donde Nishikori dominó a Cilic en otra victoria en sets corridos donde más tarde ganaría su primer título sobre arcilla. Su partido más importante fue en el US Open 2014, enfrentándose en la final después que Nishikori batiera al N.º 1 del mundo, Novak Djokovic y Cilic superará al N.º 2 Roger Federer en las semifinales. Su enfrentamiento en la final hizo que el US Open 2014 sea el primer Grand Slam en no tener en su última instancia a Federer, Nadal o Djokovic (al menos a uno de los tres), desde el Abierto de Australia 2005. Sin embargo, Nishikori fue derrotado en sets corridos por Marin Čilić por triple 6-3.
En 2015, se enfrentaron en las semifinales del Torneo de Washington, con Nishikori regresando de un set abajo para prevalecer en tres, y acceder a la 15.ª final de carrera. Se vuelven a encontrar meses más tarde en el ATP 500 de Tokio donde Nishikori nuevamente regresó de un set abajo para derrotar a Cilic en tres sets. En 2016, se enfrentaron en la cuarta ronda de Wimbledon donde Nishikori se retiró a mitad del partido en el segundo set después de perder el primer set debido a una lesión en las costillas que había interrumpido su temporada de césped. Se volvieron a encontrar en la final de Basilea, donde Cilic prevaleció en sets corridos. Durante la etapa de round-robin del ATP World Tour Finals 2016, Cilic vino de un set abajo para derrotar a Nishikori y finalmente vencer. Más recientemente, Nishikori derrotó a Cilic en los cuartos de final del Masters de Montecarlo 2018 por un marcador de 6–4, 6–7, 6–3.
En el US Open 2018, se encontraron nuevamente en los cuartos de final. En un partidazo de cinco sets, Nishikori se ganó un lugar en las semifinales del Abierto de los Estados Unidos solo por tercera vez en su carrera.

## Equipamiento
Nishikori utiliza actualmente la Wilson Burn y viste ropa Uniqlo y zapatillas Nike debido a que la marca japonesa no fabrica calzado. También es patrocinado por Nissin Foods y TAG Heuer. A menudo se le ve usando un Cup Noodles insignia en la manga durante los partidos. También lleva en torno a un personaje del popular videojuego Mother / Earthbound que se llama Sr. Saturno.

## Clasificación histórica
| Torneo                      | 2007            | 2008            | 2009            | 2010            | 2011            | 2012            | 2013            | 2014          | 2015          | 2016          | 2017          | 2018          | 2019            | 2020            | 2021            | 2022            | 2023         | T/P      | G-P     | Victorias % |
| --------------------------- | --------------- | --------------- | --------------- | --------------- | --------------- | --------------- | --------------- | ------------- | ------------- | ------------- | ------------- | ------------- | --------------- | --------------- | --------------- | --------------- | ------------ | -------- | ------- | ----------- |
| Grand Slam                  |                 |                 |                 |                 |                 |                 |                 |               |               |               |               |               |                 |                 |                 |                 |              |          |         |             |
| Abierto de Australia        | A               | A               | 1R              | A               | 3R              | CF              | 4R              | 4R            | CF            | CF            | 4R            | A             | CF              | A               | 1R              | A               | A            | 0 / 10   | 27–10   | 73%         |
| Roland Garros               | A               | Q2              | A               | 2R              | 2R              | A               | 4R              | 1R            | CF            | 4R            | CF            | 4R            | CF              | 2R              | 4R              | A               | A            | 0 / 11   | 26–11   | 70%         |
| Wimbledon                   | A               | 1R              | A               | 1R              | 1R              | 3R              | 3R              | 4R            | 2R            | 4R            | 3R            | CF            | CF              | ND              | 2R              | A               |              | 0 / 12   | 22–11   | 68%         |
| US Open                     | Q2              | 4R              | A               | 3R              | 1R              | 3R              | 1R              | F             | 1R            | SF            | A             | SF            | 3R              | A               | 3R              | A               |              | 0 / 11   | 27–11   | 73%         |
| G–P                         | 0–0             | 3–2             | 0–1             | 3–3             | 3–4             | 8–3             | 8–4             | 12–4          | 8–3           | 15–4          | 9–3           | 12–3          | 14–4            | 1–1             | 6–4             | 0–0             |              | 0 / 44   | 102–43  | 72%         |
| Torneo de maestros          |                 |                 |                 |                 |                 |                 |                 |               |               |               |               |               |                 |                 |                 |                 |              |          |         |             |
| ATP Finals                  | No se clasificó | No se clasificó | No se clasificó | No se clasificó | No se clasificó | No se clasificó | No se clasificó | SF            | RR            | SF            | NSC           | RR            | No se clasificó | No se clasificó | No se clasificó | No se clasificó |              | 0 / 4    | 5–9     | 34%         |
| ATP World Tour Masters 1000 |                 |                 |                 |                 |                 |                 |                 |               |               |               |               |               |                 |                 |                 |                 |              |          |         |             |
| Indian Wells                | A               | 1R              | 1R              | A               | 1R              | 2R              | 3R              | 3R            | 4R            | CF            | CF            | A             | 3R              | ND              | 2R              | A               | A            | 0 / 11   | 12–11   | 53%         |
| Miami                       | A               | 1R              | A               | A               | 2R              | 4R              | 4R              | SF            | CF            | F             | CF            | 3R            | 2R              | ND              | 3R              | A               | A            | 0 / 11   | 22–10   | 69%         |
| Montecarlo                  | A               | A               | A               | A               | A               | 3R              | A               | A             | A             | A             | A             | F             | 2R              | ND              | A               | A               | A            | 0 / 3    | 7–3     | 75%         |
| Madrid                      | A               | A               | A               | A               | 1R              | A               | CF              | F             | SF            | SF            | CF            | 1R            | 3R              | ND              | 3R              | A               | A            | 0 / 9    | 18–8    | 73%         |
| Roma                        | A               | A               | A               | A               | Q2              | A               | 2R              | A             | CF            | SF            | 3R            | CF            | CF              | 2R              | 3R              | A               | A            | 0 / 8    | 14–8    | 65%         |
| Canadá                      | Q1              | A               | A               | A               | A               | 2R              | 3R              | A             | SF            | F             | 2R            | 1R            | 2R              | ND              | 2R              | A               |              | 0 / 8    | 10–7    | 59%         |
| Cincinnati                  | A               | A               | A               | A               | 1R              | 3R              | 1R              | A             | A             | 3R            | A             | 2R            | 2R              | A               | A               | A               |              | 0 / 6    | 4–6     | 40%         |
| Shanghái                    | No Realizado    | No Realizado    | A               | Q1              | SF              | 2R              | 3R              | 2R            | 3R            | A             | A             | CF            | A               | No disputado    | No disputado    | No disputado    |              | 0 / 6    | 10–6    | 64%         |
| París                       | A               | A               | A               | A               | 1R              | 3R              | 3R              | SF            | 3R            | 3R            | A             | CF            | A               | A               | A               | A               |              | 0 / 7    | 10–6    | 65%         |
| G–P                         | 0–0             | 0–2             | 0–1             | 0–0             | 5–6             | 8–6             | 13–8            | 13–4          | 15–7          | 20–7          | 9–4           | 14–8          | 4–7             | 1–1             | 5–4             | 0–0             |              | 0 / 69   | 107–65  | 64%         |
| ATP World Tour 500          |                 |                 |                 |                 |                 |                 |                 |               |               |               |               |               |                 |                 |                 |                 |              |          |         |             |
| Róterdam                    | A               | A               | A               | A               | A               | A               | A               | A             | A             | A             | A             | A             | SF              | A               | CF              | A               | A            | 0 / 2    | 5–2     | 71%         |
| Rio de Janeiro              | No disputado    | No disputado    | No disputado    | No disputado    | No disputado    | No disputado    | No disputado    | No disputado  | A             | A             | 1R            | A             | A               | A               | ND              | A               | A            | 0 / 1    | 0–1     | 0%          |
| Acapulco                    | A               | A               | A               | A               | A               | 2R              | A               | A             | F             | 2R            | A             | 1R            | A               | A               | A               | A               | A            | 0 / 4    | 6–4     | 60%         |
| Dubái                       | A               | A               | A               | A               | A               | A               | A               | A             | A             | A             | A             | A             | 2R              | A               | CF              | A               | A            | 0 / 2    | 4–2     | 67%         |
| Barcelona                   | A               | A               | A               | A               | 3R              | CF              | 3R              | G             | G             | F             | A             | 2R            | SF              | ND              | 3R              | A               | A            | 2 / 9    | 24–7    | 78%         |
| Halle                       | A               | A               | A               | A               | A               | A               | 2R              | SF            | SF            | 2R            | 2R            | 2R            | A               | ND              | 2R              | A               | A            | 0 / 6    | 9–6     | 64%         |
| Queen's                     | A               | 3R              | A               | 1R              | 1R              | A               | A               | A             | A             | A             | A             | A             | A               | ND              | A               | A               | A            | 0 / 3    | 2–3     | 48%         |
| Hamburgo                    | ATP 1000        | ATP 1000        | A               | A               | A               | A               | A               | A             | A             | A             | A             | A             | A               | 1R              | A               | A               |              | 0 / 1    | 0–1     | 0%          |
| Washington                  | ATP 250         | ATP 250         | A               | 1R              | A               | A               | 3R              | CF            | G             | A             | SF            | CF            | A               | ND              | SF              | A               |              | 1 / 7    | 17–6    | 74%         |
| Pekín                       | ATP 250         | ATP 250         | A               | A               | A               | A               | A               | A             | A             | A             | A             | A             | A               | No disputado    | No disputado    | No disputado    |              | 0 / 0    | 0–0     | -%          |
| Tokio                       | 1R              | 3R              | A               | 1R              | 1R              | G               | CF              | G             | SF            | 2R            | A             | F             | A               | No disputado    | No disputado    | A               |              | 2 / 10   | 22–8    | 76%         |
| Basilea                     | ATP 250         | ATP 250         | A               | A               | F               | A               | 2R              | A             | A             | SF            | A             | A             | A               | No disputado    | No disputado    | A               |              | 0 / 3    | 9–3     | 78%         |
| Viena                       | A               | A               | ATP 250         | ATP 250         | ATP 250         | ATP 250         | ATP 250         | ATP 250       | A             | A             | A             | F             | A               | A               | A               | A               |              | 0 / 1    | 4–1     | 80%         |
| Ganados–Perdidos            | 0–1             | 4–2             | 0–0             | 0–3             | 6–3             | 8–2             | 6–5             | 15–2          | 20–3          | 10–5          | 4–3           | 11–6          | 7–3             | 0–1             | 12–5            | 0–0             |              | 5 / 49   | 102–44  | 70%         |
| Representación nacional     |                 |                 |                 |                 |                 |                 |                 |               |               |               |               |               |                 |                 |                 |                 |              |          |         |             |
| Juegos Olímpicos            | NC              | 1R              | No Celebrado    | No Celebrado    | No Celebrado    | CF              | No Celebrado    | No Celebrado  | No Celebrado  | 3.º           | No Celebrado  | No Celebrado  | No Celebrado    | No Celebrado    | CF              | No Celebrado    | No Celebrado | 0 / 4    | 11–4    | 73%         |
| Japón                       | A               | Z1              | Z1              | A               | PO              | 1R              | PO              | CF            | 1R            | 1R            | A             | A             | A               | A               | A               | A               | A            | 0 / 8    | 17–3    | 85%         |
| Estadísticas                |                 |                 |                 |                 |                 |                 |                 |               |               |               |               |               |                 |                 |                 |                 |              |          |         |             |
|                             | 2007            | 2008            | 2009            | 2010            | 2011            | 2012            | 2013            | 2014          | 2015          | 2016          | 2017          | 2018          | 2019            | 2020            | 2021            | 2022            | 2023         | Carrera  | Carrera | Carrera     |
| Torneos                     | 5               | 12              | 6               | 9               | 22              | 19              | 20              | 18            | 19            | 20            | 14            | 20            | 15              | 4               | 15              | 0               |              | 218      | 218     | 218         |
| Títulos                     | 0               | 1               | 0               | 0               | 0               | 1               | 1               | 4             | 3             | 1             | 0             | 0             | 1               | 0               | 0               | 0               |              | 12       | 12      | 12          |
| Finales                     | 0               | 1               | 0               | 0               | 2               | 1               | 1               | 6             | 4             | 5             | 2             | 3             | 1               | 0               | 0               | 0               |              | 26       | 26      | 26          |
| G-P en Hard                 | 3–5             | 13–7            | 3–6             | 2–5             | 26–14           | 23–11           | 26–13           | 39–10         | 35–12         | 41–16         | 15–6          | 25–14         | 15–8            | 0–0             | 17–11           | 0–0             |              | 10 / 141 | 285–138 | 67%         |
| G-P en Arcilla              | 0–0             | 0–1             | 0–0             | 1–1             | 7–5             | 7–4             | 8–4             | 10–2          | 15–3          | 13–4          | 12–5          | 11–5          | 10–5            | 2–4             | 7–4             | 0–0             |              | 2 / 42   | 103–47  | 69%         |
| G-P en Césped               | 0–0             | 3–4             | 0–0             | 0–3             | 3–3             | 7–3             | 2–2             | 5–2           | 4–1           | 4–1           | 3–2           | 5–2           | 4–1             | 0–0             | 2–2             | 0–0             |              | 0 / 25   | 42–26   | 62%         |
| G-P en Carpeta              | 0–0             | 0–0             | 1–0             | Descontinuado   | Descontinuado   | Descontinuado   | Descontinuado   | Descontinuado | Descontinuado | Descontinuado | Descontinuado | Descontinuado | Descontinuado   | Descontinuado   | Descontinuado   | Descontinuado   |              | 0 / 0    | 1–0     | 100%        |
| G-P en general              | 3–5             | 16–12           | 4–6             | 3–9             | 36–22           | 37–18           | 36–19           | 54–14         | 54–16         | 58–21         | 30–13         | 43–21         | 29–14           | 2–4             | 26–17           | 0–0             |              | 12 / 208 | 431–211 | 67%         |
| Victorias %                 | 38%             | 57%             | 40%             | 25%             | 62%             | 67%             | 65%             | 79%           | 77%           | 73%           | 70%           | 67%           | 68%             | 33%             | 60%             | 0%              |              | 67%      | 67%     | 67%         |

## Ranking ATP al final de la temporada
| Año                     | 2006 | 2007 | 2008 | 2009 | 2010 | 2011 | 2012 | 2013 | 2014 | 2015 | 2016 | 2017 | 2018 | 2019 | 2020 | 2021 |
| Ranking en individuales | 603  | 286  | 63   | 418  | 98   | 25   | 19   | 17   | 5    | 8    | 5    | 22   | 9    | 13   | 41   | 47   |